# Christoph Kolumbus

Christoph Kolumbus, posthumes Porträt von Sebastiano del Piombo, 1519

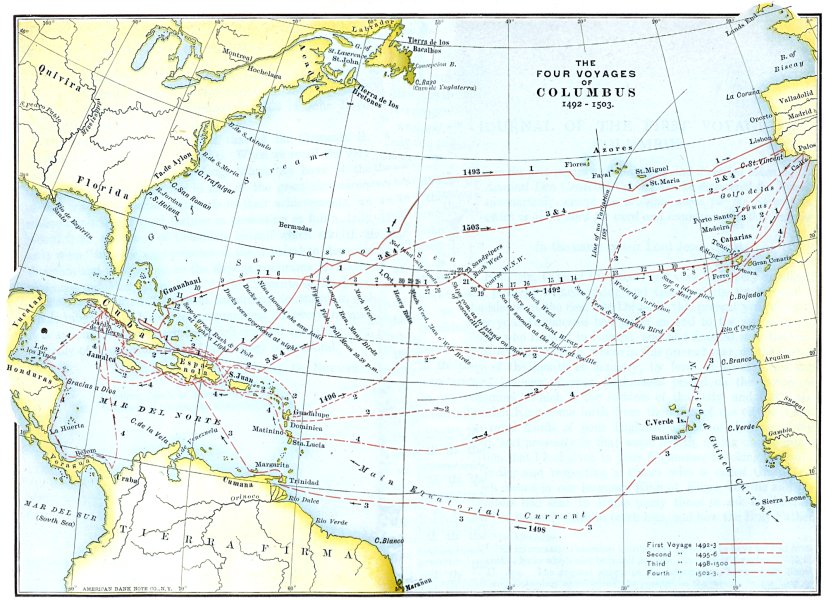
Die vier Reisen des Kolumbus

Christoph Kolumbus (italienisch Cristoforo Colombo, spanisch Cristóbal Colón, portugiesisch Cristóvão Colombo, latinisiert Christophorus Columbus; * um 1451 in der Republik Genua; † 20. Mai 1506 in Valladolid, Königreich Kastilien) war ein italienischer Seefahrer in kastilischen Diensten, der über den Atlantik einen westlichen Seeweg nach Indien finden wollte und im Oktober 1492 eine Insel der Bahamas erreichte, dann weitere Karibikinseln. Dies wird im Allgemeinen als die Entdeckung Amerikas 1492 angesehen. Es folgten weitere Eroberungsreisen, und er wurde der erste Vizekönig der las Indias genannten Gebiete.
Im Wettlauf mit Portugal um den Seeweg nach Indien im Rahmen des Indienhandels wollte Kolumbus den Weg im Westen erschließen. Das Ziel seiner ersten Entdeckungsreise war die Hafenstadt Quinsay in China, das im damaligen Sprachgebrauch zu Indien gezählt wurde.
Auf seinen vier Entdeckungsreisen zwischen 1492 und 1504 steuerte Kolumbus vor allem die Großen Antillen an, darunter bei allen vier Reisen Hispaniola (heute Haiti und Dominikanische Republik), wo er erste Kolonien gründete. Erst auf seiner vierten Reise betrat er im heutigen Honduras amerikanisches Festland. Kolumbus hat zeitlebens nicht erkannt, dass es sich um einen bis dahin unbekannten Kontinent handelte. Diese Auffassung vertrat erst Amerigo Vespucci, nach dem die Neue Welt schließlich Amerika benannt wurde.
Die ersten Entdecker Amerikas waren die Vorfahren der indigenen Bevölkerung Amerikas, die gesicherten Erkenntnissen zufolge vor mehr als 20.000 Jahren von Asien her auf den zuvor menschenleeren Kontinent gelangten (nach vereinzelter Funddeutung sogar vor über 100.000 Jahren), und zwischen 12.000 und 11.000 vor Chr. auch auf dessen Südhälfte (siehe Besiedlung Amerikas). In den Zeitspannen von vielen Jahrtausenden ist allerdings die Erinnerung an die Einwanderung verloren gegangen, wurde ihr Kontinent von den aus Asien Gekommenen nicht mehr als Neuland erlebt, sodass die Wortwahl ‚Entdeckung‘ nicht unbedingt angebracht ist. 
Als neu entdecktes Land wurde Nordamerika schon rund 500 Jahre vor Kolumbus von Leif Eriksson und anderen Wikingern besucht, die zeitweilig auch dort siedelten. Wenn Kolumbus gleichwohl bis heute als maßgeblicher europäischer Entdecker Amerikas gilt, ist das darauf zurückzuführen, dass erst seine Reisen die dauerhafte Kolonisierung und Besiedlung des amerikanischen Doppelkontinents durch Europäer und Menschen aus anderen Kontinenten in geschichtlicher Zeit zur Folge hatten.

## Leben

### Werdegang bis 1480
Kolumbus schreibt, dass er in Genua geboren worden sei («siendo yo nacido en Genoba», Testament 1498). Diverse Chronisten bestätigen diese Herkunft aus der Republik Genua; ein königliches Protokoll von 1491 erwähnt als Herkunftsort zusätzlich Savona. Im Laufe der Zeit kam es jedoch immer wieder zu langen und kontroversen Debatten, auch in Zusammenhang mit dem Geburtsdatum. Zuletzt haben spanische Forscher in den 2020er Jahren unter anderem mit aufwändigen historischen DNA-Analysen nachzuweisen versucht, dass die genuesische Herkunft nur eine Schutzbehauptung war und Kolumbus in Wirklichkeit aus levantinischen Conversokreisen stammte, seine jüdische Abstammung aber lebenslang verschleierte. Dennoch neigt die Forschung bis heute zu der Annahme, dass Kolumbus tatsächlich im Jahr 1451 in Genua geboren worden ist; sie beruft sich dabei auch auf ein 1904 dort entdecktes Dokument, das einen Rechtsstreit aus dem Jahr 1479 beschreibt. Da dieses aber inhaltlich in Widerspruch zu anderen Quellen steht, sind der Geburtszeitpunkt und sein Leben vor den großen Entdeckungsfahrten bis heute umstritten (siehe: Die Diskussion um seine Herkunft).
Der Vater von Kolumbus soll der Genueser Wollweber Domenico Colombo († 1498) gewesen sein, der zusammen mit seinem Bruder Antonio 1447 nach einem erfolgreichen Umsturz der Anhänger Frankreichs und der Provence die lukrative Verwaltung zweier Stadttürme übernahm. Der Name seiner Mutter wird mit Susanna Fontanarossa überliefert. Kolumbus hatte drei Brüder – Bartolomeo, Giacomo (spanisch Diego) und den wenig bekannten Giovanni Pellegrino – sowie eine Schwester namens Bianchinetta.
Nach eigenen Aussagen fuhr Kolumbus schon mit 14 Jahren zur See. Ein Grundstudium an der Universität von Pavia, von dem sein Sohn erzählt, ist denkbar, denn Kolumbus kannte sich in Latein und Mathematik sehr gut aus – wichtige Voraussetzungen für seine späteren Kenntnisse der Kosmographie und Kartographie. 1461 musste die Familie Colombo nach Savona übersiedeln; nach einer Niederlage vor Neapel gegen Ferdinand von Aragon war es zur Vertreibung der frankreichtreuen Fregoso-Dogen und ihrer Anhänger, darunter der Colombos, aus Genua gekommen.
In der Folge betätigte sich Kolumbus als Korsar im Erbfolgekrieg um Süditalien. Er selbst soll den Auftrag gehabt haben, für den Grafen der Provence, René von Anjou, eine Galeasse Ferdinands von Aragon zu attackieren (Brieffragment des Kolumbus 1495). Noch in der ersten Hälfte der siebziger Jahre reiste Kolumbus ins östliche Mittelmeer bis nach Chios, damals genuesische Kolonie.
1476 erreichte er den Atlantischen Ozean. Die Schiffe wurden am 13. August vor dem Kap St. Vincent/Portugal in eine Seeschlacht verwickelt. Kolumbus konnte sich schwimmend zur portugiesischen Küste retten. Ab 1477 lebte er in Lissabon. Portugal war damals ein Zentrum der europäischen Seefahrt. Er arbeitete dort wahrscheinlich als auszubildender Kaufmann für die Niederlassungen des Genueser Handelsherren Antonio Spinola in Lissabon und Madeira. Sein Bruder Bartolomeo wohnte in Lissabon als Kartograf; die Brüder arbeiteten eine Zeit lang zusammen als Zeichner. 1482–1483 begleitete er eine Expedition entlang der westafrikanischen Küste, die sich bis zum portugiesischen Handelsposten São Jorge da Mina (heute Elmina in Ghana) erstreckte.
In Portugal heiratete er Filipa de Perestrelo e Moniz. Ihr gemeinsamer Sohn Diego wurde um 1480 auf der Insel Porto Santo bei Madeira geboren. Filipa stammte aus einer adligen portugiesischen Familie mit französischen und italienischen Vorfahren, ihr Vater Bartolomeu Perestrelo war an der Besiedlung Madeiras beteiligt gewesen und Gouverneur von Porto Santo. Kolumbus lebte einige Zeit auf Porto Santo, wo er die Seekarten, Logbücher und Papiere aus dem Nachlass seines verstorbenen Schwiegervaters studierte. Ungefähr zu dieser Zeit muss er begonnen haben, sich intensiv mit einer Seeroute nach Süd- und Ostasien zu beschäftigen.
Kolumbus diente im Laufe seines Lebens verschiedenen Herren. Gemäß seinem Sohn Fernando wurde er erst im Winter 1484–1485 im Süden Portugals wieder aktiv, als Korsar in französischen Diensten. Damals ging der neunjährige Frieden von Picquigny zu Ende, was diese Aussage zu stützen scheint. Die Genueser Geschichtsschreibung (Genueser Schule) vertritt demgegenüber die Auffassung, Kolumbus habe nie in anderen Diensten als in genuesischen gestanden; er habe sich in Portugal als Vertreter eines Genueser Handelshauses mit dem Zuckerimport von Madeira nach Genua betätigt. Die These beruht auf einer 1904 in Genua gefundenen notariellen Aufzeichnung, die extensiv im Sinne einer engen Heimatbezogenheit (Genovesità) des Kolumbus ausgelegt wurde.

### Plan der Atlantikfahrt
Indien und das Kaiserreich China waren für Europa wichtig, denn von dort kamen wertvolle Güter wie Seide und Gewürze. Doch seit etwa Mitte des 14. Jahrhunderts zwängte sich das Osmanische Reich zwischen Europa und den Osten. Die Landwege standen nicht mehr offen, für Luxusgüter mussten hohe Zölle gezahlt werden. Die Portugiesen versuchten das Problem zu umgehen, indem sie eine Seeroute nach Indien südostwärts um Afrika herum suchten; dabei erkundeten sie große Teile der afrikanischen Küste. Vasco da Gama kam 1498 auf diese Weise tatsächlich nach Indien.

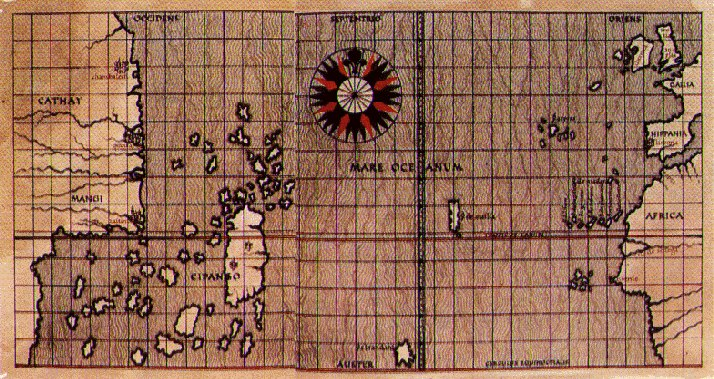
Karte von Paolo dal Pozzo Toscanelli, 1474

Kolumbus entdeckte für sich jedoch die Idee einer Westroute nach Ostasien wieder, die auf Aristoteles zurückging. Dieser hatte behauptet, man könne den Ozean zwischen den Säulen des Herakles (Gibraltar  und der Berg Dschebel Musa in Marokko) und Asien innerhalb weniger Tage überqueren. Andere Gelehrte teilten die Theorie, unter anderem Pierre d’Ailly (1350–1420). Auch Roger Bacon hatte im 13. Jahrhundert unter Berufung auf Seneca, Plinius und Aristoteles angenommen, dass Indien von Spanien auf dem westlichen Seeweg erreichbar wäre. Kolumbus besaß ein Exemplar der Imago Mundi, ein astronomisches und geographisches Buch (1410) von d’Ailly, das er mit zahlreichen Anmerkungen versehen hat. 1474 hatte er in zwei Briefen mit Paolo dal Pozzo Toscanelli über seinen Plan korrespondiert und von diesem Zustimmung und eine Kopie von Toscanellis Karte erhalten. Zitat aus dem zweiten Brief des Toscanelli zum Westkurs nach Quinsay in China: „Der genannte Weg ist nicht nur möglich, sondern wahr und sicher.“

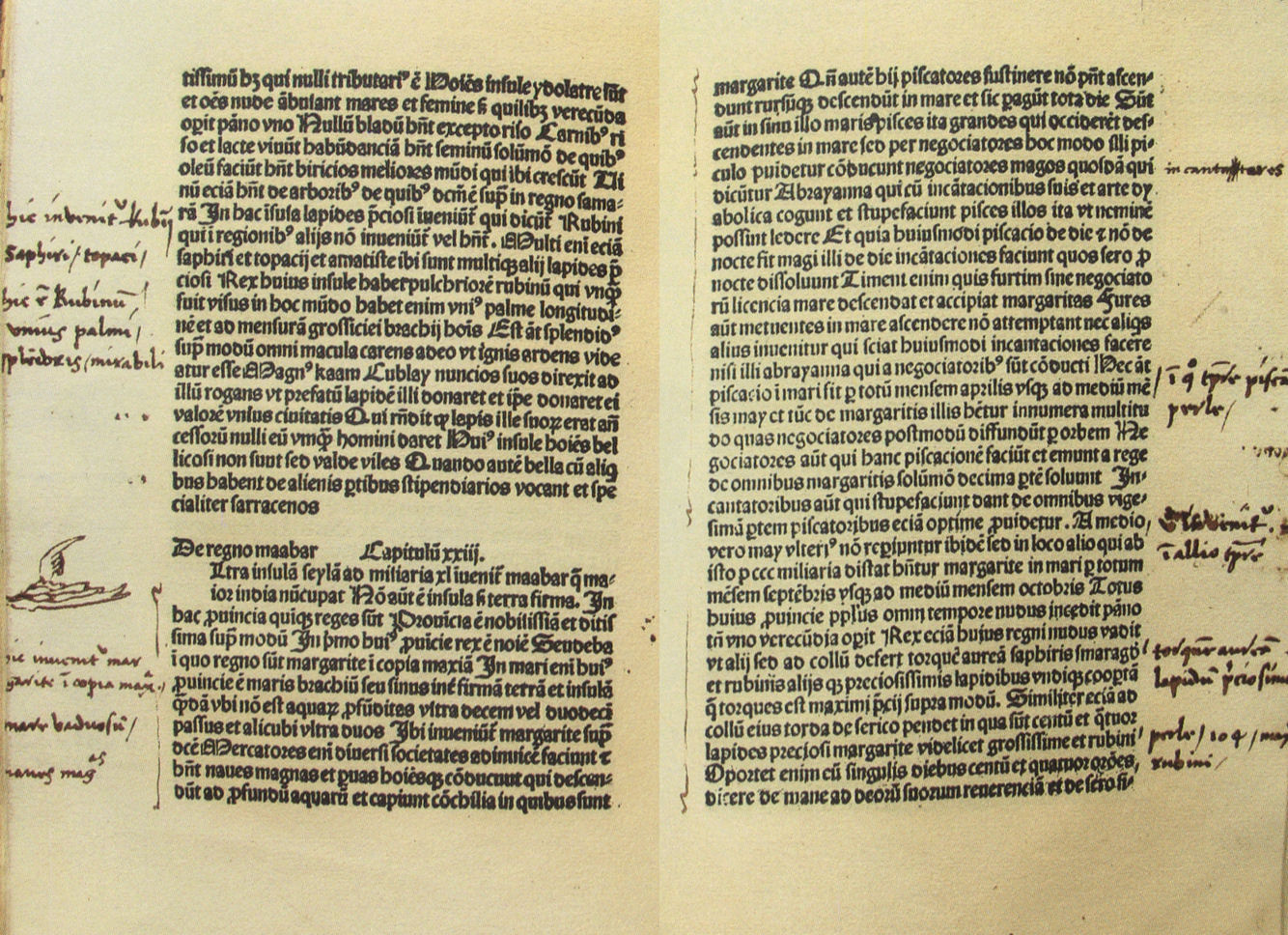
Reisebericht Il Milione; ganz links und ganz rechts handschriftliche Anmerkungen von Kolumbus.

Kolumbus besaß auch eine reichlich von ihm mit Anmerkungen versehene Abschrift des Reiseberichts Il Milione von Marco Polo (siehe Bild). Kolumbus hatte auf seinen Reisen in den Norden, wie z. B. nach England (vgl. Eintrag vom 25. August 1492 im Logbuch), möglicherweise von Fahrten der Wikinger nach Nordamerika gehört; er war allerdings nicht bis nach Island gelangt. Vermutlich kannte Kolumbus auch den seit dem Mittelalter populären mythischen Reisebericht Navigatio Sancti Brendani über eine Westfahrt des irischen Mönches Brendan.
Indizien für das Vorhandensein einer Landmasse westlich von Europa gab es einige. Nach einem Sturm abgetrieben, fand ein portugiesischer Kapitän weit im Westen ein fremdartiges, sehr rotes Stück Holz (Brasilholz), das augenscheinlich bearbeitet worden war. Weitere Hölzer und fremde Pflanzen wurden an die Küsten der Inseln Madeira und Porto Santo gespült. Schließlich gab es Gerüchte, auf Flores (Azoren) seien zwei Leichen fremdartigen Aussehens aus dem Westen angespült worden. Kolumbus erfuhr von diesen Indizien während seines Aufenthalts auf Porto Santo, als er sich mit Seeleuten unterhielt und die Papiere seines Schwiegervaters Bartolomeu Perestrelo las, unter denen sich auch sogenannte Roteiros (geheime Logbücher portugiesischer Seefahrer) befanden, die ihm Aufschluss über Strömungen und Winde des Atlantiks gaben und so bei der Ausarbeitung seines Plans hilfreich waren. Kolumbus erkannte, dass man sich die Passatwinde für eine schnelle Fahrt nach Westen zunutze machen konnte, indem man zunächst südlich die Kanarischen Inseln ansteuerte und erst dann nach Westen segelte. Kolumbus wusste auch seit seiner Reise nach England, „dass die Westwinde [die für eine Rückreise mit damaligen Segelschiffen nötig sind] das ganze Jahr über in den höheren Breiten wehen und ebenso verlässlich sind, wie die Ostwinde [auf der Breite der Kanaren], nur dass sie aus der entgegengesetzten Richtung wehen“ (Eintrag im Logbuch vom 25. August 1492). Noch heute starten Segelschiffe auf den Kanaren auf den Spuren von Kolumbus nach Amerika und kehren auf nördlicheren Breiten zurück.
Die Kugelgestalt der Erde, wie die Verfügbarkeit von Astrolabium und Jakobsstab Voraussetzung für den Plan des Kolumbus, war seit der Antike und auch im Mittelalter den Gelehrten bekannt und kaum bestritten, auch nicht von der katholischen Kirche. Vorstellungen einer scheibenförmigen Erde finden sich in manchen Texten zwar auch, hatten aber wohl keinen Einfluss auf die Akzeptanz der Idee einer Westroute nach Ostasien. Das Problem für Kolumbus’ Plan lag im großen Abstand: Seit dem antiken Gelehrten Ptolemäus nahm man allgemein an, dass die bewohnte Welt 180° der Erdbreite einnahm, die restlichen 180° also noch unbekannt waren. D’Ailly dagegen kalkulierte mit 225° Ausdehnung der eurasischen Landmasse, und Kolumbus übernahm diese Auffassung; tatsächlich beträgt die Breite jedoch etwa 130°. Da er zudem für die Entfernung zwischen den Längengraden eine zu kleine Zahl annahm, erhielt er einen Abstand von unter 4.500 km zwischen den Kanaren und Japan. Der wirkliche Abstand beträgt fast 20.000 km, doch aufgrund seiner falschen Zahlen hielt Kolumbus die von ihm später entdeckten Inseln in der Karibik für dem chinesischen Festland vorgelagerte Inseln südöstlich von Cipango (Japan). Die Inseln lagen ungefähr dort, wo auch die ihm bekannte Toscanelli-Karte von 1474 zahlreiche Inseln südöstlich von Cipango verzeichnete.

### Werben um Unterstützung

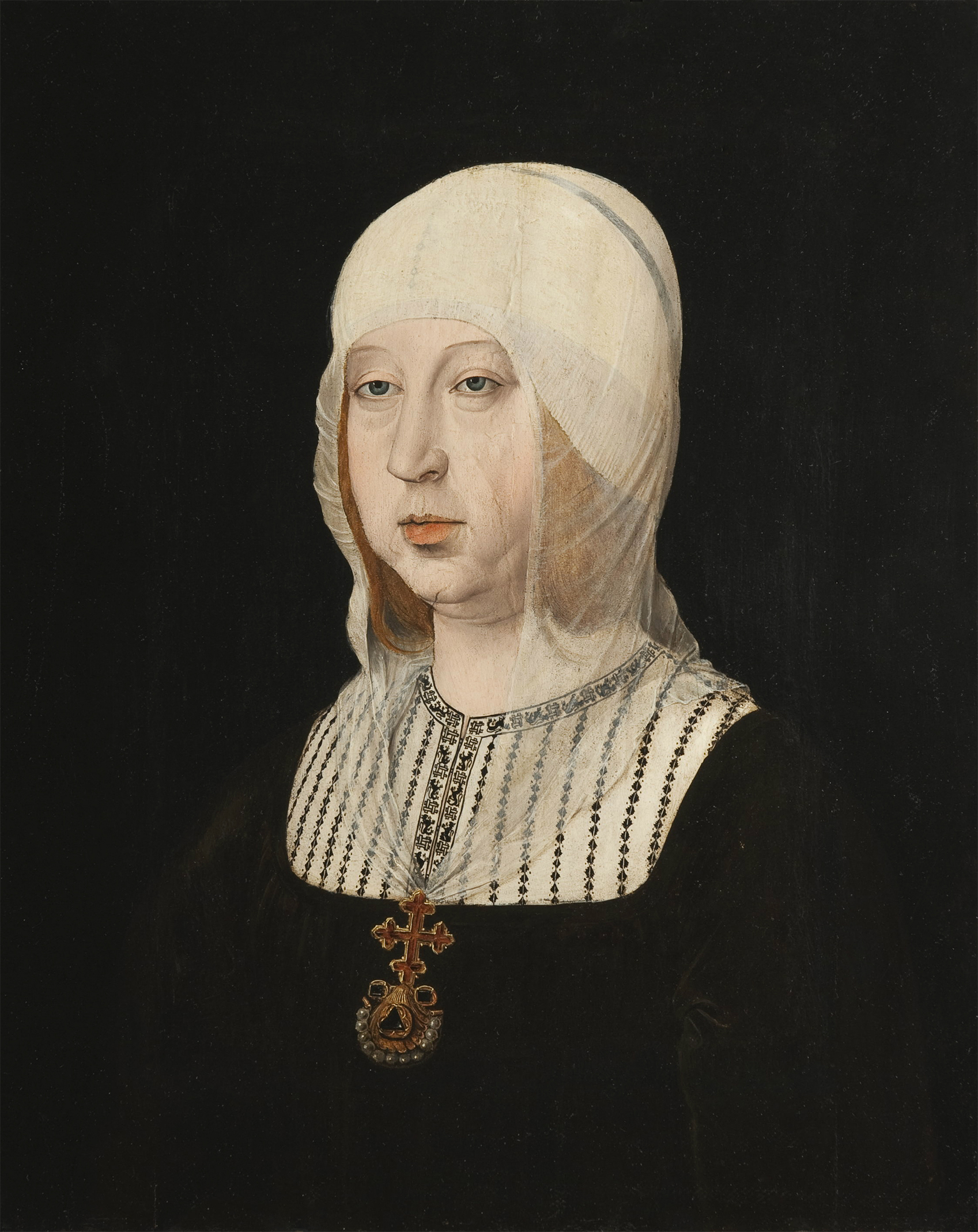
Juan de Flandes: Königin Isabella I. von Kastilien, Museo de Real Academia de la Historia, Madrid

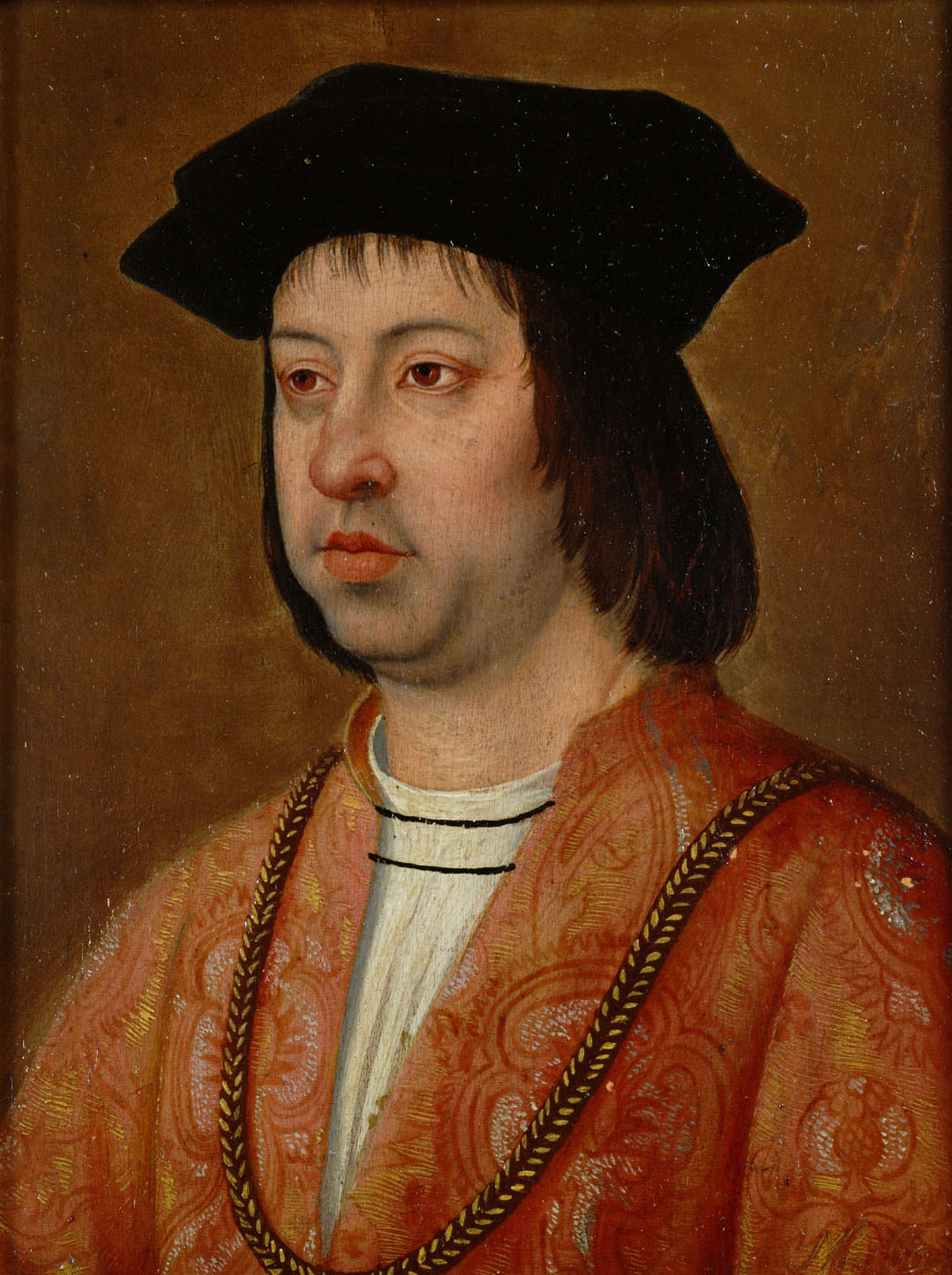
Michel Sittow: König Ferdinand II. von Aragón, Kunsthistorisches Museum, Wien

Zur Durchführung seines Plans benötigte Kolumbus Unterstützung eines Staates oder Staatsoberhauptes. Um 1484 stellte er dem portugiesischen König Johann II. detailliert ausgearbeitete Pläne einer Expeditionsfahrt vor. Experten des Königs lehnten die Pläne aber ab, weil sie korrekterweise die Distanz für weitaus länger und den Plan damit für nicht durchführbar hielten. Nach dem Tod seiner Frau Filipa verließ Kolumbus mit seinem Sohn Diego 1485 Lissabon in Richtung Spanien. Er hoffte, das Königspaar Ferdinand II. von Aragón und Isabella I. von Kastilien für seine Pläne gewinnen zu können. Diese hatten durch ihre Heirat beide Königreiche in einer Personalunion verbunden und befanden sich im Krieg gegen das Emirat von Granada.
1486 kam Kolumbus auf Aufforderung von Königin Isabella erstmals zum Hof nach Córdoba, wo er freundlich empfangen und dem Verwalter der Krongüter und Schatzmeister der Santa Hermandad Alonso de Quintanilla anvertraut wurde. Alonso wurde schnell zum enthusiastischen Befürworter der Pläne von Kolumbus, der noch weitere Freunde fand. Bald traf er Beatriz Enríquez de Arana, die Mutter seines zweiten Sohnes Fernando wurde. Beatriz blieb während seines Aufenthaltes in Córdoba Kolumbus’ Lebensgefährtin und wurde von ihm auch im Testament bedacht, die beiden heirateten jedoch nicht.
Ein zur Prüfung seiner Pläne eingesetztes Komitee lehnte die Idee zwar als unpraktikabel ab, doch Kolumbus folgte dem Hof weiter von Ort zu Ort und wurde ab und zu mit königlichem Geld unterstützt, damit er mit seinem Plan nicht zu einem anderen Staatsoberhaupt Europas zog. Der einflussreiche Kardinal Pedro González de Mendoza, dessen Bekanntschaft Kolumbus gemacht hatte, verschaffte ihm eine erste Audienz bei Königin Isabella, die aber noch keinen Erfolg brachte. Das spanische Königspaar war mit dem Krieg gegen das Emirat von Granada beschäftigt und konnte zu diesem Zeitpunkt wenig mit Kolumbus’ Plänen anfangen.
Nach langer Zeit unergiebigen Wartens im Gefolge des königlichen Hofes erhielt Kolumbus am 20. März 1488 eine Einladung des portugiesischen Königs Johann II., um die Kolumbus wahrscheinlich selbst gebeten hatte. Spätestens im Herbst desselben Jahres befand er sich in Lissabon bei seinem Bruder Bartolomeo. Eine Einigung mit Portugal konnte aber offensichtlich nicht erzielt werden. Bevor Kolumbus nach Spanien zurückkehrte, erlebte er noch die Rückkehr von Bartolomeu Diaz nach Lissabon, der Ende Dezember 1488 von seiner Umsegelung der Südspitze Afrikas zurückkehrte (ein weiterer Schritt auf dem Weg zu einer Seeroute nach Indien). Sein Bruder verließ zur gleichen Zeit Lissabon, um in England und Frankreich Unterstützung zu suchen.

Die Kolumbuskarte (heute in der Nationalbibliothek in Paris)

Um 1490 entstand die sogenannte Kolumbuskarte, die Kolumbus zusammen mit seinem Bruder Bartolomeo erarbeitet haben soll. Sie besteht im Osten aus Westeuropa und Westafrika – eine Weltkarte in ptolemäischer Tradition.
1491 wurden die Ideen des Kolumbus von einer spanischen Kommission wiederum abgewiesen. Vom Königspaar erhielt er die Zusage, dass man sich nach dem Krieg gegen Granada erneut seinen Plänen widmen würde. Kolumbus entschloss sich verzweifelt, nach Frankreich zu gehen. Auf dem Weg nach Huelva, wo er sich einschiffen wollte, machte er Station im Kloster La Rábida. Dort hielten ihn der
Franziskaner Fray Juan Pérez und der Arzt García Hernández zurück. Pérez schrieb der Königin einen eindringlichen Brief und erreichte so, dass Kolumbus an den Hof zurückgerufen wurde. Kolumbus kam gerade rechtzeitig in Granada an, um die Kapitulation des Maurenfürsten Muhammad XII. (auch Boabdil) am 2. Januar 1492 mitzuerleben.
Da der Krieg gegen das Emirat Granada nun vorüber war, wurden die Verhandlungen fortgesetzt, scheiterten aber an außergewöhnlich hohen Forderungen von Kolumbus: Er beanspruchte für sich den erblichen Titel eines Admirals des Ozeans und des Vizekönigs über die von ihm entdeckten Gebiete. Zudem verlangte er, zu einem Zehntel an den zu erwartenden Einnahmen wertvoller Metalle beteiligt zu werden. Nachdem seine Bedingungen abgelehnt worden waren, machte er sich erneut auf den Weg nach Frankreich, das ihm, seiner Behauptung zufolge, ein besseres Angebot gemacht hatte. Auf Drängen verschiedener Personen am Hof, unter anderem des Escribano de ración (Rechnungsführer) Luis de Santángel, entschied sich die Königin, die Forderungen nun doch zu akzeptieren. Ein ausgesandter Eilbote holte Kolumbus knapp 10 Kilometer von Granada entfernt ein.
Am 17. April 1492 wurde schließlich die Kapitulation von Santa Fe unterzeichnet, als Ergebnis der Verhandlungen zwischen den Monarchen und Kolumbus über eine Expedition. Die Capitulación sicherte Kolumbus, im Gegenzug für das Bringen von Gold und Gewürzen, zehn Prozent der Profite aus dem Verkauf der Güter, Statthalterschaft über die gefundenen Ländereien und den Titel Admiral der Weltmeere zu und bestimmte, dass Kolumbus für die Krone von Kastilien einen westlichen Seeweg nach Ostasien suchen sollte.

### Entdeckungsreisen
Kolumbus unternahm in den folgenden Jahren vier Entdeckungsreisen im Auftrag der kastilischen Krone. Seine Erlebnisse hielt er in einem Bordbuch (Bordbuch des Christoph Kolumbus) fest, von dem heute nur noch Auszüge in der Abschrift von Bartolomé de las Casas existieren. Das Kartenmaterial, das Christoph Kolumbus bei seinen Entdeckungsreisen benutzte, gilt als verschollen.

#### Erste Reise (August 1492 bis März 1493)

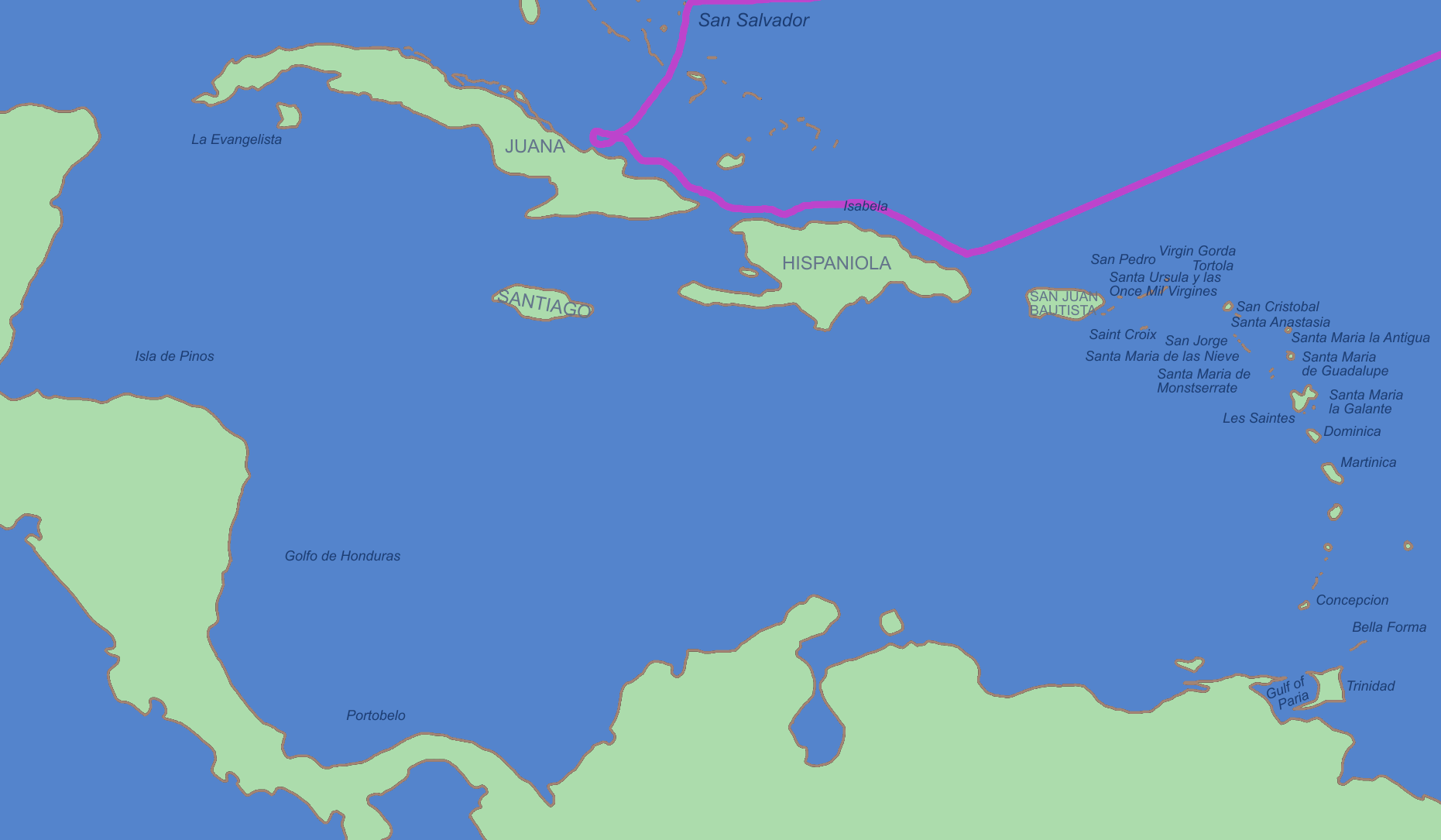
Erste Reise

Die erste Reise wurde mit etwa 2 Millionen Maravedís finanziert (knapp 2500 Dukaten), ein geringer Betrag im Vergleich zu späteren Expeditionen. Der größte Teil des Geldes (1,4 Millionen Maravedís) stammte von der Santa Hermandad, einer Organisation, die für die öffentliche Sicherheit außerhalb der Städte zuständig war. Verwalter der Kasse zur Finanzierung der Reise waren der Schatzmeister Luis de Santángel und der italienischstämmige Kaufmann Francisco Pinelo. Die Verbindungen Pinelos sicherten der Expedition weitere 250.000 Maravedís, die von genuesischen Kaufleuten unter dem Namen Kolumbus’ eingeschrieben wurden. Die Finanziers der Expedition waren demnach Freunde, Förderer und ehemalige Arbeitgeber von Kolumbus.
Kolumbus stach am 3. August 1492 mit seinem Flaggschiff, der Karacke Santa Maria, sowie den beiden Karavellen Niña und Pinta von Palos de la Frontera bei Huelva aus in See. Die Karavellen wurden von den aus Palos stammenden Brüdern Martín Alonso (Pinta) und Vicente Yáñez Pinzón (Niña) bereitgestellt und kommandiert.
Ein Bruch des Steuerruders auf der Pinta und eine Verbesserung des Großsegels des zuvor langsamsten der drei Schiffe, der Niña, erzwang einen einmonatigen Aufenthalt auf der Kanareninsel La Gomera. Das für Winde von hinten weniger geeignete Lateinsegel (dreieckiges Segel) der Niña wurde gegen ein bauchiges, quadratisches Rahsegel ausgetauscht, das für achterliche Winde besser geeignet ist. Kolumbus waren also die Passat-Winde westlich der Kanaren bekannt. Er war zu Recht überzeugt, dass diese Segeländerung auch für die Rückreise von Vorteil sein würde, weil er gemäß seinen früheren Erfahrungen westliche Winde auf nördlicheren Breiten erwartete (ausführlicher Eintrag vom 25. August 1492 im Bordbuch der ersten Reise).
Nach der Reparatur der Pinta und der Segeländerung auf der Niña, welche die Geschwindigkeit des Verbandes der drei Schiffe erhöhte, segelten die Schiffe am 6. September weiter. Die Fahrt wird von Kolumbus, der zur ersten Reise ein der Nachwelt erhalten gebliebenes Bordbuch verfasste, als äußerst schwierig beschrieben. Mehrmals bestand während der Reise die Gefahr einer Meuterei von Matrosen, aber auch von skeptischen Offizieren bis hin zum intriganten Kapitän der Pinta. Die Reise ins Ungewisse schürte große Angst. Beinahe jedes ungewöhnliche Naturschauspiel wurde von der Mannschaft als schlechtes Omen interpretiert (z. B. die Rauchwolken des 1492 aktiven Vulkans Teide, Teneriffa). Von Tag zu Tag wurde das Ausbleiben einer Küste am Horizont unheimlicher. Wie aus seinem Bordbuch hervorgeht, beschloss Kolumbus bereits ab dem 9. September, seiner Mannschaft immer weniger zurückgelegte Seemeilen zu vermelden, als sie tatsächlich gesegelt waren. Er versprach sich davon eine Stärkung der Moral, falls die Reise zu lange dauern sollte. Die Falschmeldungen behielt er bis zur Ankunft in der Neuen Welt am 12. Oktober bei.

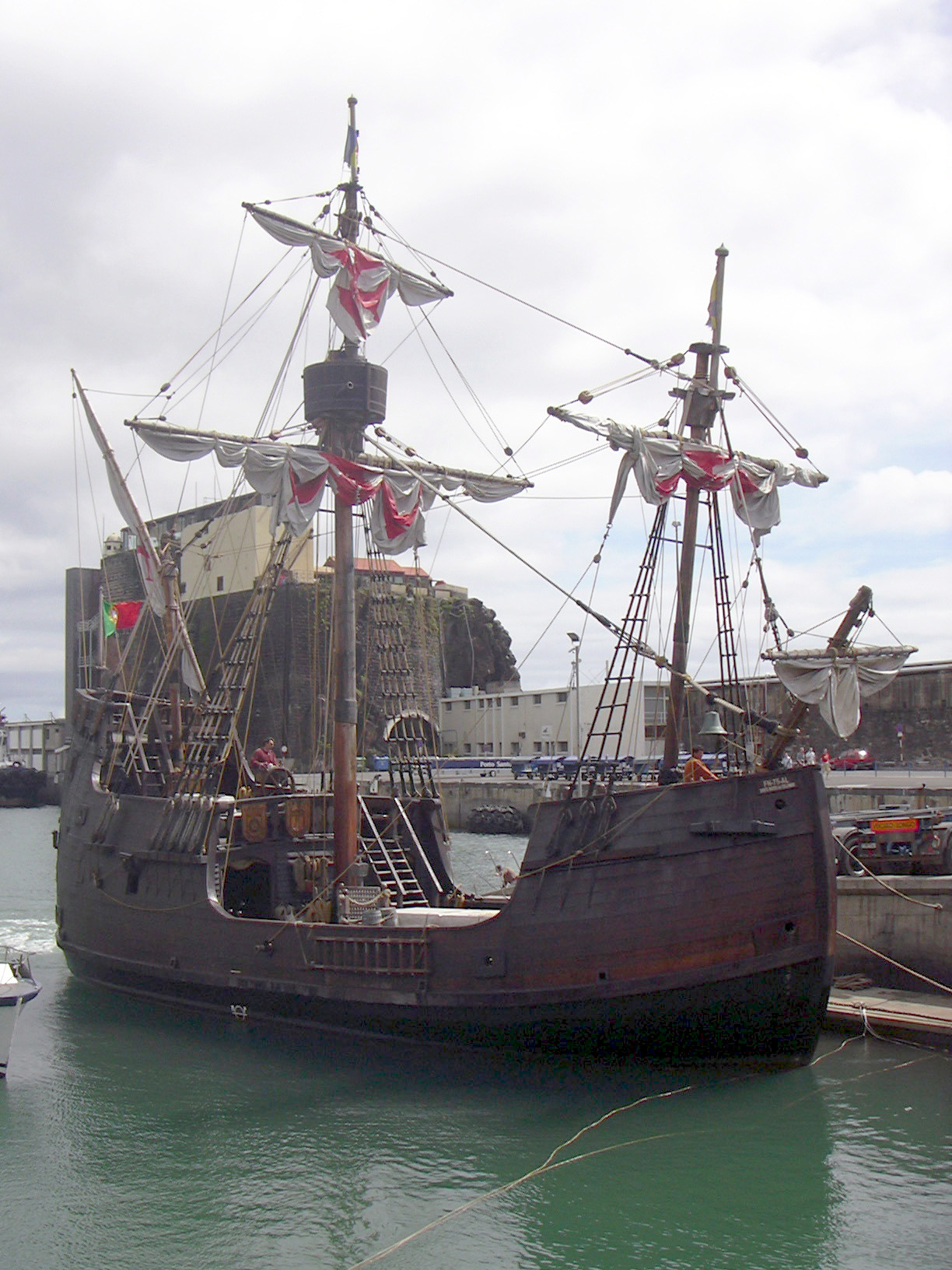
Nachbau der Santa Maria vor Madeira

Der 13. September scheint besonders kritisch gewesen zu sein, als die Kompassnadel immer mehr von Norden abwich. Da der Wissenschaft zur damaligen Zeit der Magnetismus der beiden Erdpole und die Deklination nicht bekannt war, hielt die Mannschaft das Abweichen der Nadel für einen Beleg, dass man in ein Gebiet vordringe, in dem die Grundgesetze der Natur nicht mehr gälten. Dass selbst der Kompass nicht mehr helfen konnte, sich genau zu orientieren, versetzte die Seeleute in Unruhe. Als die Mannschaft eine Umkehr zurück nach Europa gerade gewaltsam erzwingen wollte, erschien laut Kolumbus ein Vogel über dem Schiff. Kolumbus beschwor daraufhin die Mannschaft, an der Weiterfahrt festzuhalten, da sich ein Vogel nie mehr als 100 Meilen weit von einem Ufer entferne, wovon sich die Matrosen schließlich überzeugen ließen. Zudem bekam man in den darauf folgenden Tagen immer mehr Anzeichen von Küstennähe zu sehen, beispielsweise Äste von Bäumen und Pflanzen. Dennoch dauerte es noch einen ganzen Monat, bis ein Matrose im Ausguck Land verkünden konnte.
Am 12. Oktober 1492 erreichten die Schiffe die Neue Welt. Kolumbus ging auf einer Insel der Bahamas an Land, die von den Einheimischen Guanahani genannt wurde. Er gab ihr den Namen San Salvador (spanisch für ‚Heiliger Erlöser‘, ‚Heiland‘). Längere Zeit umstritten war die Frage, ob die später unter dem Namen Watling bekannte Insel, die 1926 den Namen San Salvador erhielt, mit der von Kolumbus besuchten Insel Guanahani identisch ist. 1986 wurde die Route vom Magazin National Geographic anhand der Logbücher neu berechnet. Dies führte zu der Vermutung, Kolumbus sei zuerst auf der Insel Samana Cay gelandet. Bald darauf wurde diese These jedoch wieder verworfen, nachdem computergestützte Modelle unter Berücksichtigung der Meeresströmungen eine Landeposition 24 km südlich von San Salvador ergeben hatten.
Auf der Insel erfuhr Kolumbus von der Existenz zahlreicher weiterer Inseln in der Umgebung. Am 14. Oktober umrundete er Guanahani und segelte am folgenden Tag weiter südwestlich zu einer Insel, die er Santa María de la Concepción taufte und die 1946 von Samuel E. Morison mit der Bahamasinsel Rum Cay identifiziert wurde. Weiter westlich stieß er auf das heutige Long Island, das er zu Ehren König Ferdinands Fernandina nannte und wo er die Bewohner, die die Seefahrer mit Frischwasser versorgten, in seinen Aufzeichnungen vom 17. Oktober 1492 erstmals Indios nennt, woraus die Bezeichnung der Ureinwohner Amerikas als „Indianer“ entstand.
Wie man im Bordbuch seiner ersten Reise im Eintrag zum 21. Oktober nachlesen kann, glaubte Kolumbus sich damals südlich von Cipango (Japan) und wollte auf direktem Wege nach Westen die Stadt Quinsay (Hangzhou) an der Ostküste Chinas erreichen. Er schrieb: „Dort werde ich dem großen Khan die Briefe Eurer Majestät überreichen, um eine Antwort ersuchen und damit zurückkehren.“
Auf der Weiterfahrt entdeckte Kolumbus auch Kuba und Hispaniola, die größten Inseln der Antillen. Vor Hispaniola, wo Kolumbus von König Guacanagari empfangen wurde, lief die Santa Maria am 25. Dezember auf eine Untiefe auf. Aus den Überresten des Schiffes ließ Kolumbus die erste spanische Festung in der Neuen Welt errichten und nannte sie La Navidad (spanisch für ‚Weihnachten‘). La Isla Española, latinisiert zu Hispaniola, wurde die erste Kolonie des Königreichs in der Neuen Welt und Kolumbus ihr Gouverneur und Vizekönig.
Erste Begegnungen mit dem indigenen Volk der Arawak verliefen friedlich. Laut dem Logbuch boten die Arawaken den Seefahrern unter anderem Baumwolle an, für die die Seefahrer unter anderem ihre mitgebrachten Glasperlen tauschten. Kolumbus beschrieb sie als naiv und großzügig: „Sie bieten jedem [ihre Güter] an zu teilen.“ Er betrachtete sie immer als zukünftige Untertanen.
Am 16. Januar 1493 machte Kolumbus sich mit beiden verbliebenen Schiffen auf den Weg zurück nach Europa. Einen Teil seiner Mannschaft ließ er wegen des Schiffbruchs als Bewohner der Kolonie La Navidad zurück. Die Zurückgebliebenen gerieten jedoch bald untereinander in Streit. Sie verteilten sich über die Insel, versklavten und töteten zahlreiche Indios und wurden letztlich alle, wahrscheinlich durch Gegenwehr der Indios und eigene Streitereien, getötet. Kolumbus geriet im Bereich der Azoren in einen Sturm, bei dem er den Kontakt zum zweiten Schiff Pinta verlor. Der Sturm war derartig heftig, so dass Kolumbus den Untergang seines Schiffes befürchtete. Er schrieb daher seine Entdeckungen auf eine Pergamentrolle, steckte diese in eine gut verschlossene Tonne und warf sie ins Meer.
Er erreichte mit der Niña am 4. März Lissabon und setzte die Reise von dort nach Palos fort, wo er am 15. März anlegte. Zufällig erreichte auch die Pinta am selben Tag Palos.
Kolumbus wurde daraufhin auf einem Triumphzug durch Spanien gefeiert. Seine Privilegien wurden bestätigt, und Papst Alexander VI. bestätigte in der Bulle Inter caetera das Anrecht Kastiliens auf entdeckte und zu entdeckende Gebiete westlich des Längengrades von 100 spanischen Meilen westlich der Kapverden (ein Jahr später wurde diese Aufteilung im Vertrag von Tordesillas modifiziert und von Portugal anerkannt). Kolumbus begann kurz nach seiner Ankunft mit Vorbereitungen für eine zweite Expedition, die entdeckte Gebiete sichern und weitere für Kastilien erobern sollte. Insbesondere wollte er weiter nach dem erhofften Goldland suchen, dem eigentlichen Ziel der Expedition.

#### Zweite Reise (September 1493 bis Juni 1496)

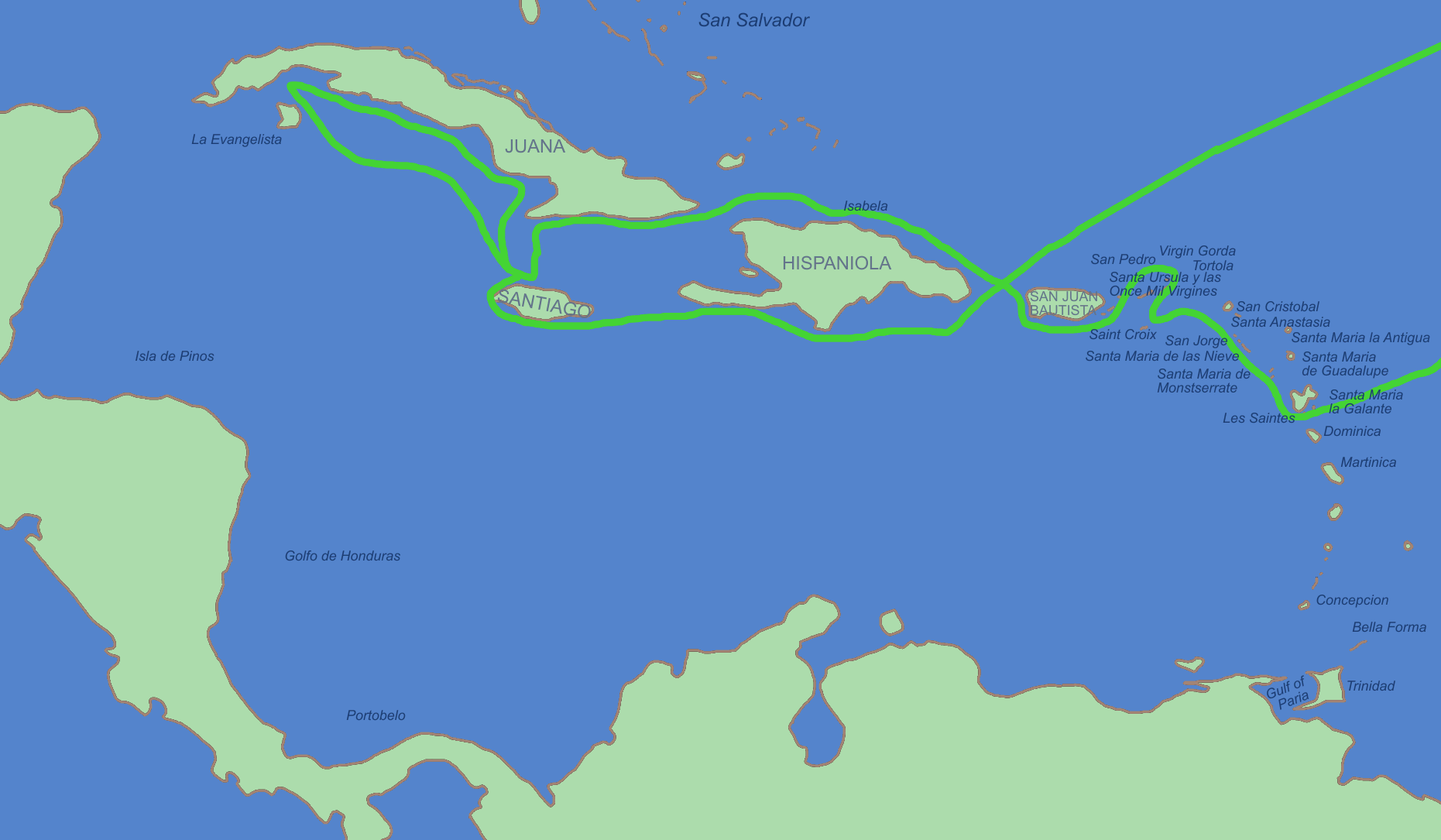
Zweite Reise

Kolumbus erklärte in seinem Bericht für die spanischen Herrscher irrtümlich, er habe Asien (tatsächlich: Kuba) und eine Insel an der Küste von China (tatsächlich: Hispaniola) entdeckt. Er versprach in dem Bericht, er könne den Majestäten „so viel Gold, wie sie brauchen“ und „so viele Sklaven, wie sie nachfragen“ aus diesen Gebieten mitbringen.
Die Flotte des Kolumbus wurde daraufhin mit 17 Schiffen und etwa 1500 Leuten ausgestattet. Am 25. September 1493 brach Kolumbus von Cádiz aus zur zweiten Reise auf, um entdeckte Gebiete zu besiedeln und die gegenüber den Majestäten angekündigten Güter und Sklaven zu transportieren. Zunächst entdeckte die Flotte die Insel Dominica, auf der Kolumbus aber nicht landete. Im Zuge der Weiterfahrt landete er auf Guadeloupe, Montserrat, Antigua und Nevis. Er nahm diese Inseln der Kleinen Antillen für das kastilische Königreich in Besitz und gab ihnen Namen.
Im November segelte er nach La Navidad auf Hispaniola. Das auf der ersten Reise gegründete Fort war allerdings bei Kämpfen mit den Arawak zerstört und alle Spanier getötet worden, so dass Kolumbus im Dezember an anderer Stelle auf der Insel die Kolonie La Isabela gründete. Bis April 1494 blieb die Flotte dort, während Kolumbus auf der Suche nach Gold das Hinterland erkundete.
Im April 1494 stach er in See, um im Westen nach dem chinesischen Festland zu suchen, das er in der Nähe der vorgelagerten Inseln vermutete. Er erkundete die südliche Küste der auf der ersten Reise entdeckten Insel Kuba, die er dem chinesischen Festland zurechnete, und entdeckte Jamaika und Puerto Rico, erreichte aber nicht das Festland Mittelamerikas.

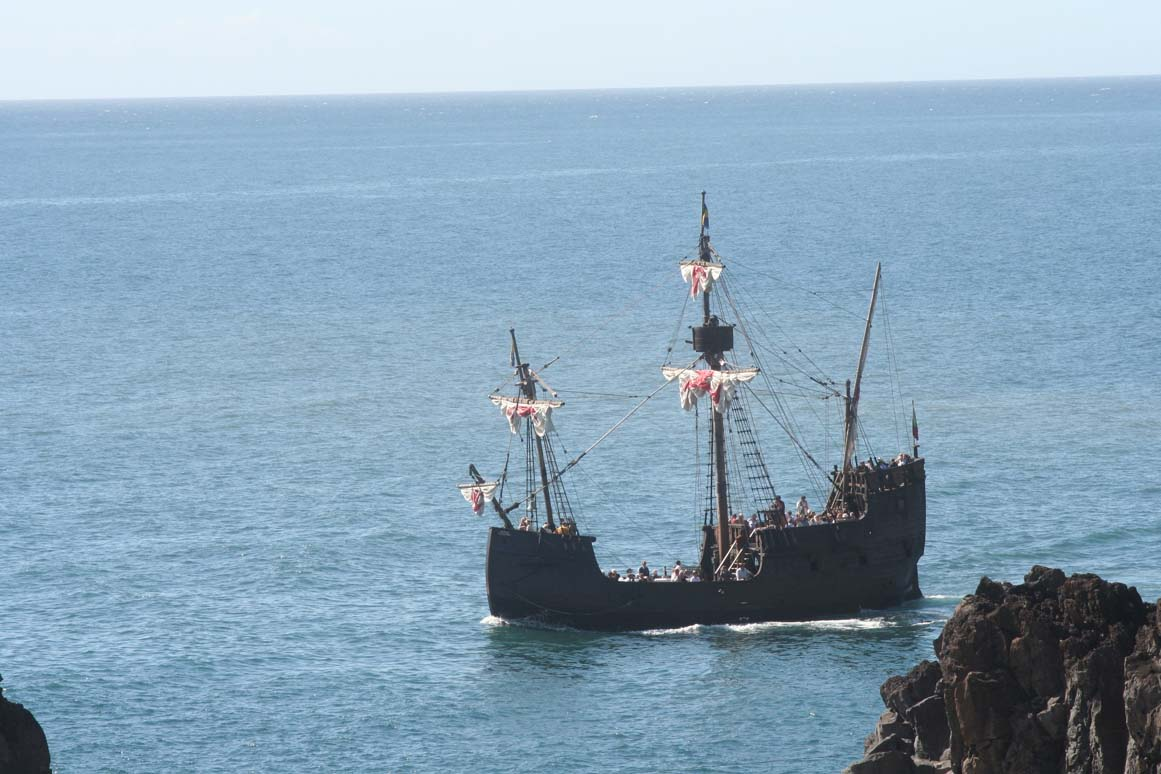
Nachbau der Santa Maria vor Madeira

Bei seiner Rückkehr nach La Isabela am 25. September 1494 fand Kolumbus chaotische Zustände vor, da sich die Siedler zerstritten hatten. Zudem war die indigene Bevölkerung, die den Siedlern zunächst freundlich gesinnt war, aufgrund schlechter Behandlung zu Feinden geworden. Dies veranlasste Kolumbus zu einem Feldzug gegen die einheimische Bevölkerung, auf dem er die Taíno versklavte. Das verstieß gegen Willen und Anordnungen der Königin Isabella und König Ferdinands. Sie hatten Kolumbus aufgetragen, die Ureinwohner freundlich zu behandeln, weil sie in ihnen zukünftige Christen sahen. Dennoch verschiffte Kolumbus 550 Sklaven nach Spanien. Auf der Überfahrt starb beinahe die Hälfte der Gefangenen. Die Überlebenden wurden nach ihrer Ankunft in Spanien auf Betreiben der Königin freigelassen und in ihre Heimat zurückgebracht.
Nachdem im Oktober 1495 eine königliche Untersuchungskommission in La Isabela angekommen war und ihre Arbeit aufgenommen hatte, verließ Kolumbus die Kolonie. Er ließ seinen Bruder Bartolomeo als Kommandanten zurück und brach am 10. März 1496 in Richtung Spanien auf, um dem Königspaar Bericht zu erstatten. Am 11. Juni erreichte er Spanien und konnte die Unterstützung von Ferdinand II. und Isabella I. zurückgewinnen. Entgegen Kolumbus’ Ankündigung war es der Expedition nicht gelungen, große Goldvorkommen zu finden. Und dies blieb so trotz des Einsatzes von Sklaven, denen zur Strafe die Hände abgehackt wurden, wenn sie kein Gold fanden.
Bis zu Kolumbus’ dritter Reise nach Amerika gingen wegen mangelnden wirtschaftlichen Erfolgs seiner bisherigen Expeditionen fast zwei Jahre ins Land. Diesmal waren seine Finanziers Gaspar de Spinola aus Sevilla, Francisco Cataino sowie Francisco de Riberole, der sich bereits mit Columbus’ verstorbenem Sponsor Giamotto Berardi an der Eroberung der Kanarischen Inseln für die kastilische Krone beteiligt hatte.

#### Dritte Reise (Mai 1498 bis November 1500)

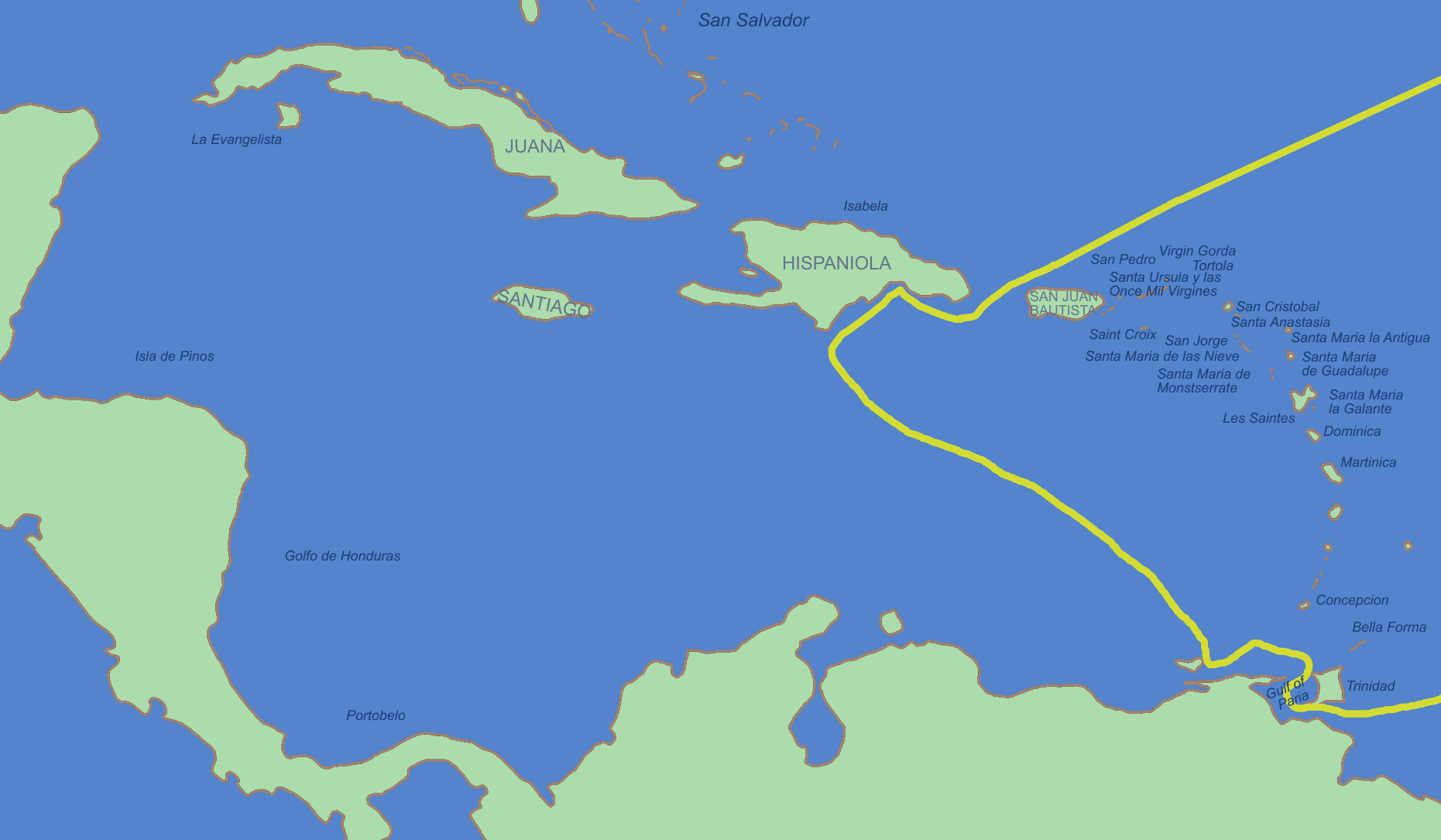
Dritte Reise

Auf seiner dritten Reise, zu der er am 30. Mai 1498 aufbrach, schlug Kolumbus eine Route ein, die südlicher gelegen war als auf den vorhergehenden Reisen. Er segelte an den Kapverdischen Inseln vorbei und dann westwärts über den Atlantik.
Am 31. Juli entdeckte er die Insel Trinidad, im weiteren Verlauf der Reise die Nachbarinsel Tobago, die von ihm allerdings Bella Forma getauft wurde (siehe auch Trinidad und Tobago). Auf der Weiterfahrt sichtete die Expedition mit einem nördlichen Mündungsarm des Orinoco den südamerikanischen Kontinent und erkundete vom Schiff aus die Küsten an dieser Stelle. Zunächst schrieb Kolumbus in sein Logbuch, dass dieses Land eine in Europa unbekannte Neue Welt sei. Später war er aber wieder der Meinung, die Gegend gehöre zu Asien.
Nachdem er an einigen Inseln vorbei nördlich gesegelt war, erreichte er am 31. August die von seinem Bruder zwischenzeitlich auf sein Geheiß neu gegründete Stadt Santo Domingo an der Südküste von Hispaniola. Die dortigen Siedler waren unzufrieden und rebellierten gegen seinen Bruder Bartolomeo. Kolumbus versuchte die Streitigkeiten zu schlichten und war auch bemüht, die Arawak zum Christentum zu bekehren. Gleichzeitig intensivierte er die Suche nach Gold. Außerdem begann er mit der Verteilung von Pflanzland und der Zuteilung von Indios an einzelne spanische Siedler. Solche Landverteilungen führten ab 1503 zum System der Encomiendas, das in der Praxis zu einer Form der Sklaverei verkam.
Heimgekehrte Siedler beschuldigten ihn am königlichen Hof in Spanien, die Verwaltung der Kolonie nicht im Griff zu haben. Deshalb setzte der Hof Kolumbus im Mai 1499 als Gouverneur ab und ernannte stattdessen Francisco de Bobadilla, der die Kolonie am 23. August 1500 erreichte.
Der neue Gouverneur ließ Kolumbus und seinen Bruder in Ketten nach Spanien bringen. Kolumbus weigerte sich, die Ketten abzulegen, ehe er vor die Königin trat. Vom Königspaar wurden beide wiederum begnadigt, wobei Kolumbus aber seine Ämter nicht wieder erhielt und seinen guten Ruf verloren hatte. Zudem hatte Vasco da Gama 1498 auf einer Südroute um Afrika herum den ersehnten Seeweg nach Indien entdeckt, womit die Portugiesen den Wettlauf gewonnen hatten.

#### Vierte Reise (Mai 1502 bis November 1504)

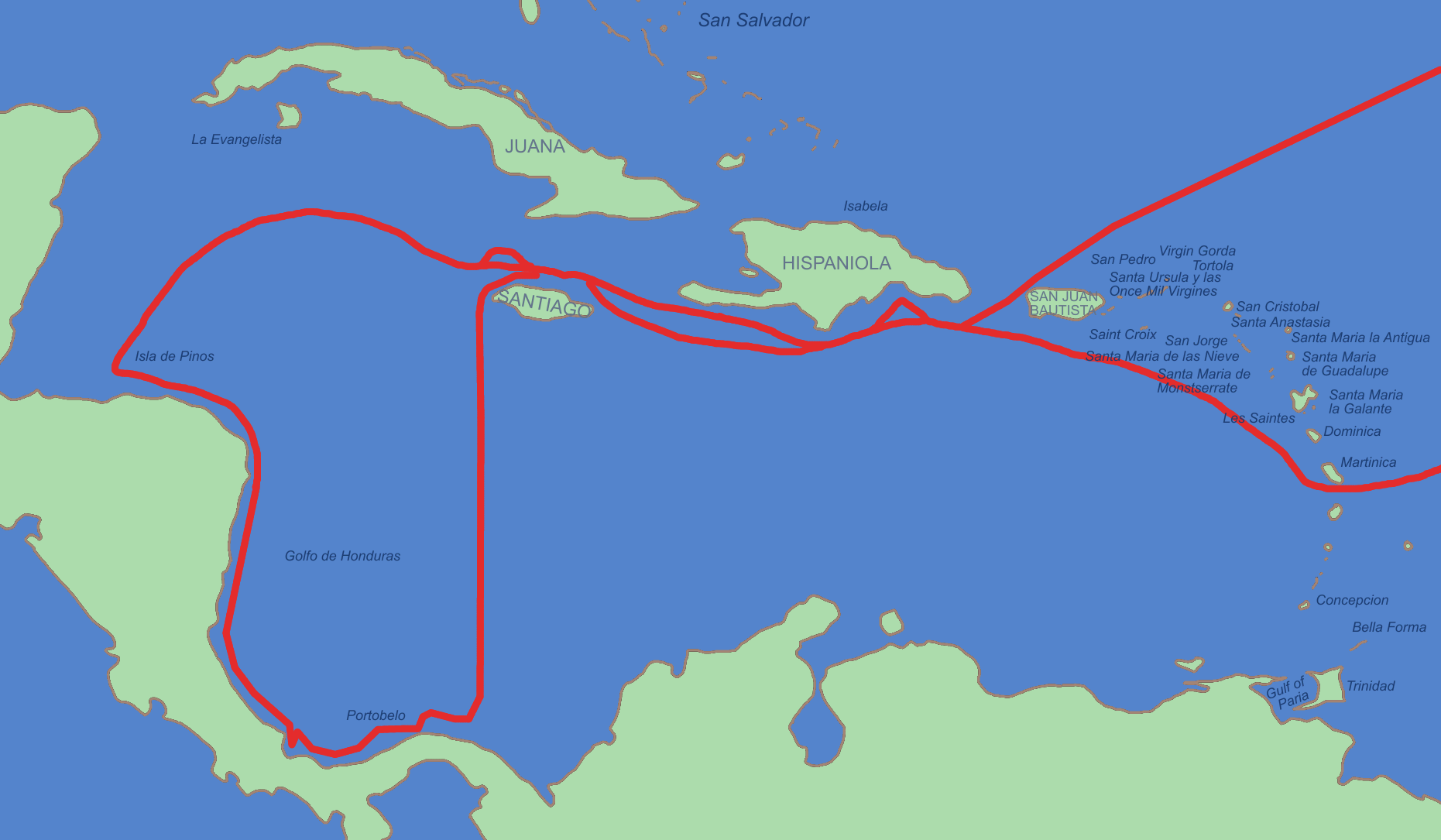
Vierte Reise

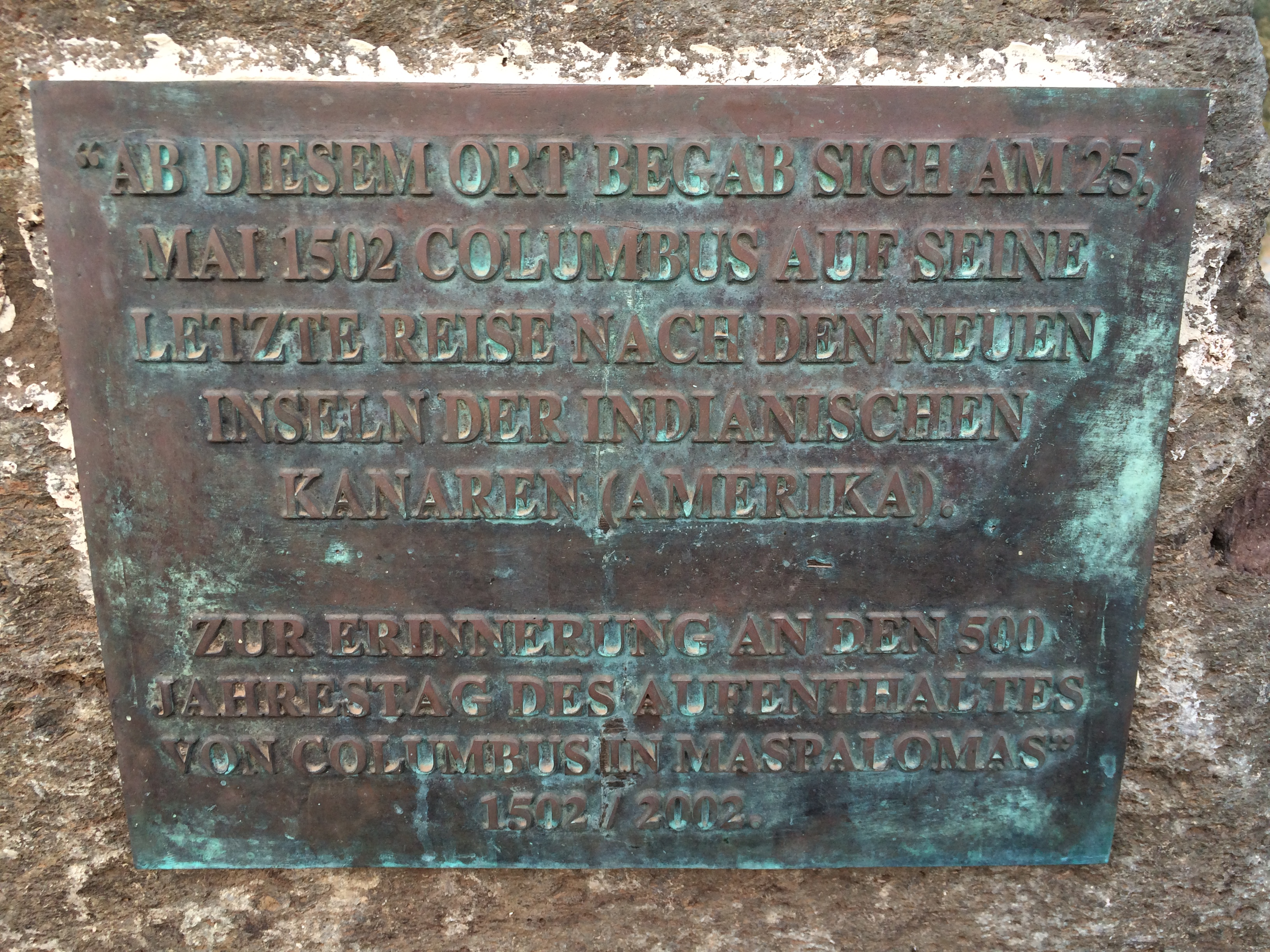
Gedenktafel in Maspalomas auf Gran Canaria anlässlich des 500. Jahrestages der letzten Reise von Kolumbus

Am 26. Februar 1502 bat Kolumbus Ferdinand von Aragón und Isabella von Kastilien um eine Flotte, am 14. März wurde die Expedition vom Königshaus genehmigt.
Am 9. Mai oder laut anderen Quellen am 11. Mai 1502 brach Kolumbus mit seinem Sohn Fernando von Spanien aus zu seiner letzten Reise auf, die er El Alto Viaje („die Hohe Reise“) nannte. Seine Flotte bestand aus vier Karavellen mit quer gestelltem Großsegel:
- die Capitana, das 70 Tonnen schwere Flaggschiff (an Bord: Kapitän Diego Tristán mit 2 Offizieren, 14 Seemännern, 20 Schiffsjungen und 7 Schiffshandwerker sowie ein Trompeter),
- La Gallega, die „Galizierin“ (Kommandant Pedro de Terreros mit 26 Mann Besatzung, darunter 14 Schiffsjungen),
- die Santiago de Palos, von Kolumbus Bermuda genannt (Kapitän Francisco de Porras mit seinem Bruder und 31 Mann, darunter der Schreiber und Notar der Krone, Diego de Porras sowie Christophs Bruder Bartolomeo),
- die Vizcaína (25 Männer: Kapitän Fiesci, Bootsführer Juan Pérez, Bootsmann Martín de Fuenterrabía, acht Seeleute, zehn Schiffsjungen, der Kaplan Fray Alejandro und drei Privatleute).

Kolumbus erkundete die mittelamerikanische Festlandküste zwischen Honduras, Panama und dem Golf von Golf von Darién. Am 14. August 1502 betrat er bei Kap Honduras erstmals amerikanisches Festland. Er wollte beweisen, dass es dort eine Passage nach China gebe.
Die Karavelle Vizcaína musste wegen Zerstörungen durch den Schiffsbohrwurm aufgegeben werden. Wahrscheinlich handelt es sich bei dem Wrack, das 2001 in der Bucht von Nombre de Dios bei Portobelo gefunden wurde, um diese Karavelle.
Als Kolumbus und seine Mannschaft auf Jamaika strandeten, überlebten sie hauptsächlich durch Handel mit der indigenen Bevölkerung. Als die Spanier einige dabei übervorteilten, stellten die Insulaner den Handel ein. Kolumbus wusste als erfahrener Astronom, dass es am 29. Februar 1504 eine vollständige Mondfinsternis geben würde. Den Stammeshäuptlingen der Insel sagte er, dass die Götter ihr Verhalten verärgere und er ihnen deshalb den Mond rauben würde. Als die Finsternis begann, versprachen die aufgeregten Einheimischen, den Handel wiederaufzunehmen, wenn ihnen nur der Mond zurückgegeben würde, wodurch Kolumbus vom Ende der Verfinsterung profitierte.
Nach Kämpfen mit Indigenas und einer Meuterei verbrachte Kolumbus wegen der lecken Schiffe rund ein Jahr in der Festung Jamaika, bevor er – von den Strapazen erkrankt – nach Spanien zurückkehrte.

Die Waldseemüller-Karte von 1507. Auf ihr ist erstmals der Name America für den neuen Kontinent angegeben. Außerdem werden vier Teile Indiens benannt: India intra Gangem flu(men) ‚Indien innerhalb des Ganges-Flusses‘, also etwa der Indische Subkontinent, India extra Gangem ‚Indien außerhalb des Ganges‘, ungefähr Myanmar, India Meridionalis ‚Südliches Indien‘, etwa die Indochinesische Halbinsel und India Superior ‚Oberes Indien‘, der Südosten Chinas.

### Letzte Jahre
Auf seinen vier Reisen verlor Kolumbus insgesamt neun Schiffe. Nicht zuletzt dieser Umstand sorgte dafür, dass Kolumbus seinen Mythos als Held und Eroberer einbüßte. Die letzten Lebensjahre verbrachte er zurückgezogen und von der Öffentlichkeit unbeachtet.
Obwohl Kolumbus relativ wohlhabend war, bemühte er sich verbissen bei König Ferdinand II. (Königin Isabella I. – seine Unterstützerin – war am 26. November 1504, also kurz nach Kolumbus’ Rückkehr, gestorben) um Wiederherstellung der ihm in der Kapitulation von Santa Fe zugesicherten Privilegien und um Durchsetzung seiner finanziellen Forderungen. Dies gelang ihm jedoch nicht.
Kolumbus war bis zu seinem Lebensende der Ansicht, eine Route auf dem Seeweg zum chinesischen Teil des indischen Festlandes (las Indias) gefunden zu haben.
Kolumbus starb am 20. Mai 1506 in Valladolid im Alter von etwa 55 Jahren. Obwohl die Ursache seines Todes nicht geklärt ist, gibt es eine wissenschaftlich begründete Vermutung. Aufgrund des Lebensstils von Kolumbus und der beschriebenen Symptome vermuten moderne Ärzte, dass er nicht an Gicht, sondern an reaktiver Arthritis litt. Reaktive Arthritis ist eine Gelenkentzündung, die durch bakterielle Darminfektionen oder nach dem Anstecken mit bestimmten sexuell übertragbaren Krankheiten (vor allem Chlamydien oder Tripper) verursacht wird. „Es scheint wahrscheinlich, dass Kolumbus sich die reaktive Arthritis durch eine Lebensmittelvergiftung auf einer seiner Seereisen zugezogen hat, die durch schlechte Hygiene und unsachgemäße Lebensmittelzubereitung verursacht wurde“, schreibt Frank C. Arnett.
Sein Leichnam wurde in Sevilla begraben, aber auf Wunsch seines Enkels Diego Colón de Pravia 1542 nach Santo Domingo in die Kathedrale überführt, wo Kolumbus selbst bestattet sein wollte. Dort blieben die Gebeine bis 1795. Zu dieser Zeit hatten die Franzosen diese Insel zu ihrer Kolonie gemacht. Dies führte dazu, dass man die mutmaßlichen Gebeine Kolumbus’ nach Kuba brachte und in der Kathedrale von Havanna beisetzte. 1898 wurden seine sterblichen Überreste neuerlich aus dem Grab gehoben und nach Sevilla zurückgebracht, als die Spanier nach verlorenem Unabhängigkeitskampf Kuba verließen. Hier wurden sie im folgenden Jahr erneut bestattet. Ein kleiner Teil des Leichnams ruht heute in der Kathedrale von Sevilla. DNA-Untersuchungen, die mit Überresten seiner Angehörigen verglichen wurden, verifizierten die Echtheit der Gebeine.
Bei Renovierungsarbeiten an der Kathedrale in Santo Domingo fand ein Priester 1877 eine Urne, auf der der Name des berühmten Seefahrers vermerkt war. Am 10. September 1877 wurde diese Entdeckung öffentlich bekannt gemacht und die Urne in einem Mausoleum untergebracht. 1992 wurde sie in den Neubau Faro de Colon, einen von den südamerikanischen Staaten finanzierten Leuchtturm, gebracht. Der riesige Betonbau hat die Form eines Kreuzes und von seinem Dach projizieren unzählige Scheinwerfer das Kreuz in den karibischen Himmel. DNA-Untersuchungen haben insoweit bislang aber nicht stattgefunden.

## Diskussion um seine Herkunft

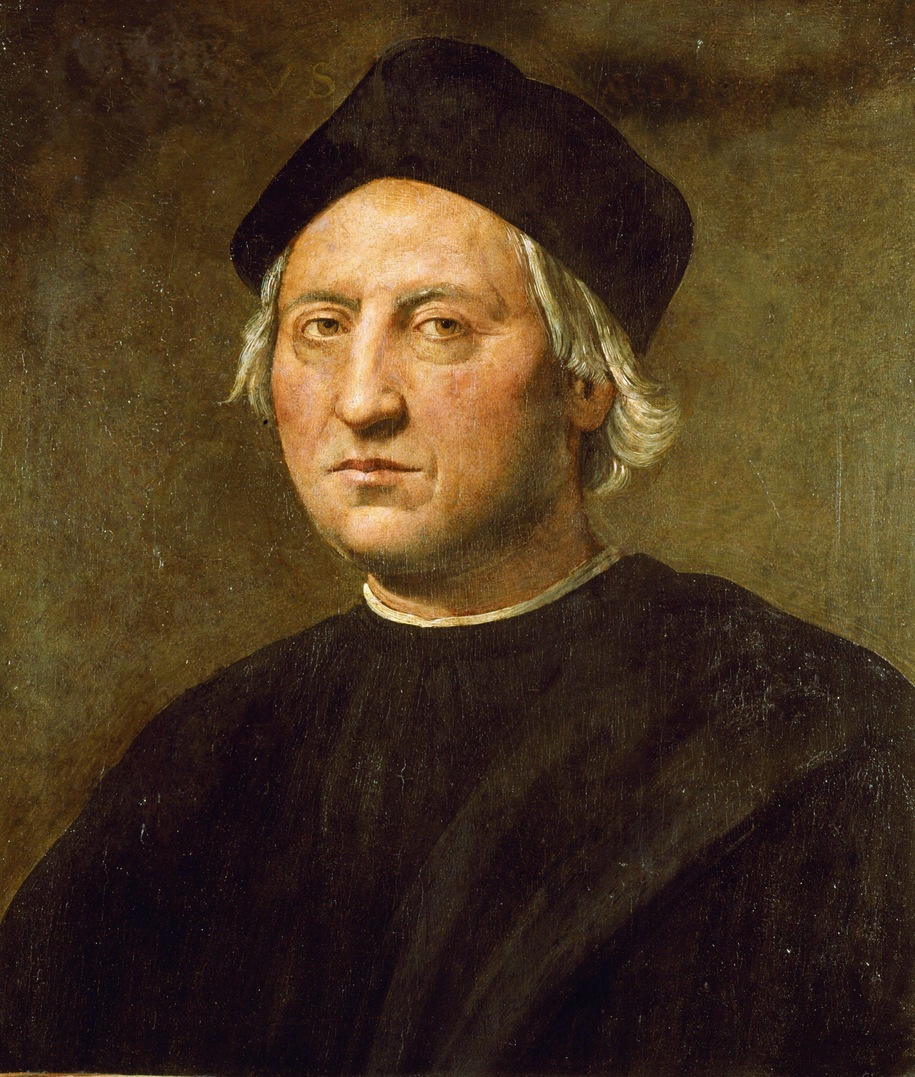
Porträt des Christoph Kolumbus von Ridolfo Ghirlandaio (1483–1561)

Lange bestanden keine Zweifel, dass Kolumbus Genuese war. Zum 400. Jahrestag der (Wieder-)Entdeckung Amerikas durch ihn – also im Jahr 1892 – begannen jedoch immer mehr Städte in Italien, später auch in Spanien und sogar in Portugal, das Privileg einzufordern, Geburtsort des Entdeckers zu sein, weshalb diese Frage auch Gegenstand der Forschung wurde.

### Herkunft aus Genua
Den Geburtsort Genua belegen nebst Kolumbus’ Aussagen verschiedene Akten, so zwei Schuldscheine Domenicos, auf denen auch sein Sohn Cristoforo als Bürge eingetragen ist, sowie ein unbeantwortet gebliebener Brief des Kolumbus an das Genueser Bankhaus Banco di San Giorgio; darin beteuert der Entdecker seine Liebe zur Heimatstadt. Sohn Fernando schrieb, dass Kolumbus es vorzog, ihn und andere im Ungewissen zu lassen, was es mit seiner Abstammung und seiner Familie auf sich hatte. Herkunft und Ursprung seines Geschlechts müssten wie vieles andere im Leben seines Vaters als misterio (Rätsel) bezeichnet werden. Diese Rätselhaftigkeit bezieht Fernando weniger auf den Geburtsort Genua, vielmehr meinte er mit „Rätsel“ die ursprüngliche Herkunft des Geschlechts, von dem er annahm, dass es „vom heiligen Blut Jerusalems“ abstamme. In Genua gab es kein Adelsgeschlecht Colombo und aus den Akten geht hervor, dass die Familie tatsächlich einst eingewandert war. Der Sohn des Kolumbus hatte zu Beginn des 16. Jahrhunderts vor Ort, d. h. in der Republik Genua, nach möglichen Familienangehörigen gesucht und war gemäß eigener Angabe nicht fündig geworden.
Ein Argument gegen Genua als Geburts- und Herkunftsstadt ist die Tatsache, dass Kolumbus meist in kastilischer Sprache schrieb, durchsetzt mit französischen Wörtern, und nur zwei Randnotizen in Büchern gefunden wurden, in denen er sich des Italienischen bediente. Auch in Briefen nach Genua schrieb er nicht in seiner vermutlichen Muttersprache. Einige Biografen geben an, Italienisch sei zu jenem Zeitpunkt keine Schriftsprache gewesen, andere behaupten, der ligurische bzw. Genueser Dialekt jener Zeit habe sich vom zeitgenössischen Italienisch zu stark unterschieden, wieder andere sehen darin ein Argument für eine denkbare spanische Abstammung.

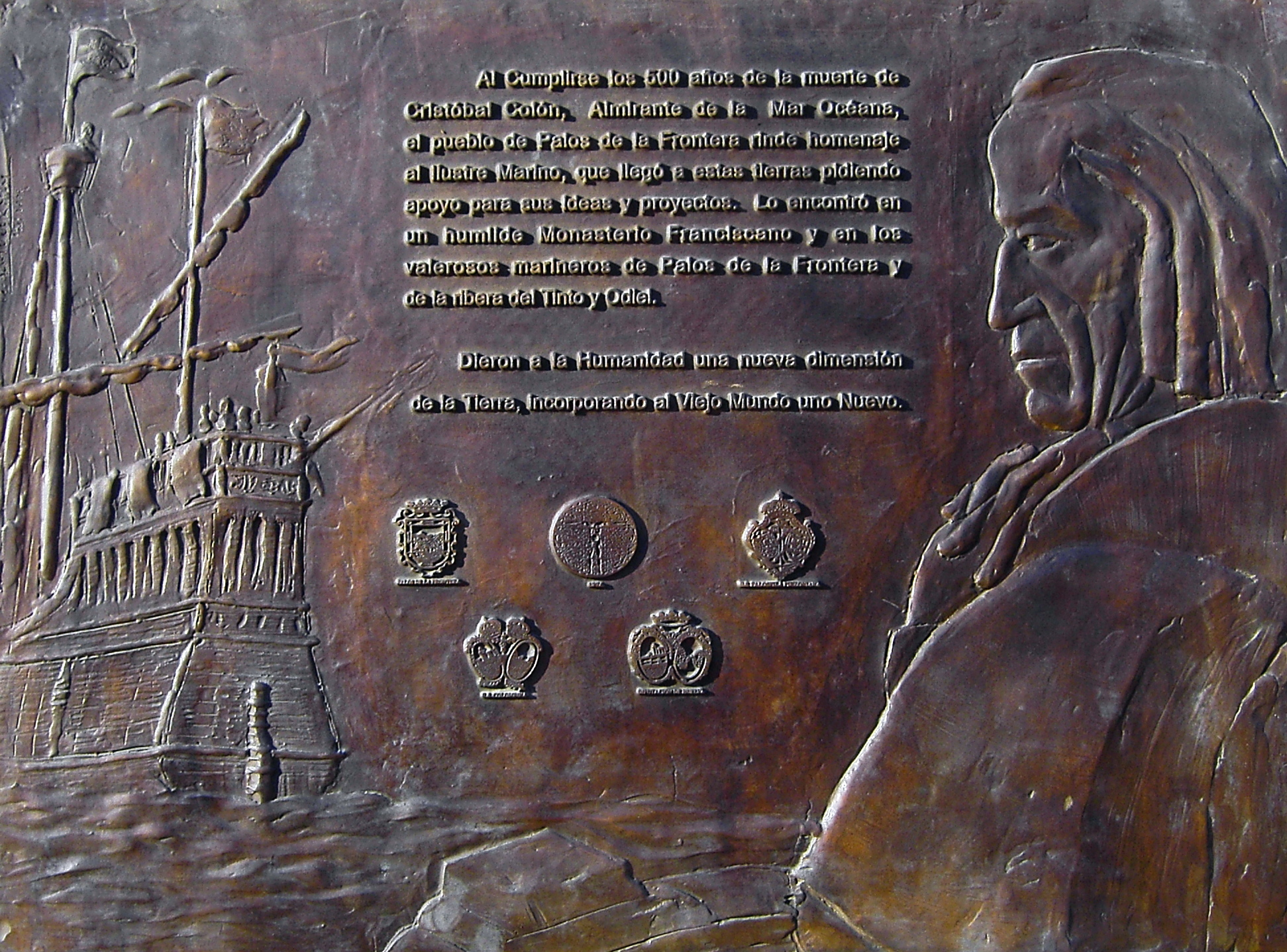
Gedenktafel im Kloster La Rábida

Auch seine gehobene soziale Position und seine Heirat in Portugal gibt Zweifeln Nahrung, ob Kolumbus wirklich aus Genua stammte. Doch die soziale Position kann er durch Heirat mit seiner aus portugiesischem Adel stammenden Ehefrau erworben haben.

### Diverse Hypothesen zur Herkunft
Die Betonung der Rätselhaftigkeit und die Verschleierung der Gründe, aus denen die Colombos in Genua nicht mehr willkommen waren, ließen immer wieder Zweifel am Geburtsort Genua aufkommen. Unter dem Eindruck Napoleons, der aus Korsika stammte, stellte erstmals die korsische Stadt Calvi als ehemalige Kolonie der Republik Genua den Anspruch, Kolumbus hervorgebracht zu haben. Diese These wurde in der Folgezeit ausführlich und nicht ohne Emotionen widerlegt.
Mit dem Erstarken des katalanischen Nationalbewusstseins im 20. Jahrhundert erweckte auf Mallorca ein Dorf mit dem angeblich ursprünglichen Namen Genova (gehört heute zu Palma) das Interesse der Lokalhistoriker. Auch die mallorquinische Stadt Felanitx bzw. deren Hafen Portocolom erhebt mit Verweis auf den Ortsnamen Anspruch darauf, Geburtsstätte Kolumbus’ zu sein.
Als Alternativen zu Genua als Geburtsort existieren die verschiedensten Spekulationen, die bis nach Armenien reichen, die sich jedoch zu großem Teil nur auf Widersprüche in gefundenen Indizien berufen und keine eigenen Urkunden vorlegen können.

#### Schottische Hypothese – Pedro Scotto
Aus der auf Archivmaterial gestützten histographischen Arbeit von Alfonso Enseñat de Villalonga ergibt sich folgende Namensentwicklung von Christoph Kolumbus. Demnach entstammte Kolumbus der Genueser Händlerfamilie Scotto und wurde als Pedro getauft. Christoph Kolumbus hieß demnach zu seiner Geburt Pedro Scotto. Die Scottos sind Abkömmlinge der schottischen Douglas-Dynastie. Im genovesischen Zweig lässt sich der Beiname Colonne (italienisch für ‚Säulen‘) als Hinweis auf eine von der Familie bewirtschaftete Herberge belegen. Der postulierte schottische Immigrationshintergrund eines Genuesers durchbricht die nationale Inanspruchnahme anderer Herkunftstheorien, in denen Kolumbus zu einem portugiesischen, gallischen oder katalanischen Landsmann gemacht wird. Der Wechsel des Vornamens zu Christoph fand bei einer Zeremonie zum Empfang einer niederen Weihe statt. Den neuen Nachnamen nahm Kolumbus an, als er im Dienst des Piraten Vincenzo Colombo stand, um seinen ursprünglichen Familiennamen nicht zu belasten.
Die Herkunftrekonstruktion von Alfonso Enseñat de Villalonga geht weiterhin von einer Abstammung aus Genua aus, ist aber nicht darauf fixiert, dass Colombo schon der Nachname zur Geburt war. Die Herkunft aus der Wollweber-Familie und damit auch die Herkunft aus Genua wird bezweifelt, da dort die Brüder Diego und Bartolomeo nicht belegbar sind.

#### Behauptung einer jüdischen Herkunft
Eine Hypothese, die unter anderem von Simon Wiesenthal aufgeworfen wurde, besagt, dass Kolumbus jüdischer Herkunft gewesen sei. Dies habe er aber bewusst geheim gehalten, da er sonst bei dem katholischen Königspaar Isabella und Ferdinand, das die Juden aus Spanien vertreiben wollte, nie Unterstützung für seine Expeditionen gefunden hätte. Die von ihnen im Alhambra-Dekret vom 31. März 1492 gesetzte Frist, innerhalb derer alle nicht konvertierten Juden ihr Land verlassen haben mussten, war der 31. Juli. Dies fällt zeitlich eng zusammen mit dem Tag, an dem Kolumbus zu seiner ersten Entdeckungsreise am 3. August aufbrach. Der Grundtenor des Buches von Wiesenthal zeigt sich bereits in seinem Titel Segel der Hoffnung. Er versucht nachzuweisen, dass Kolumbus Juden und Conversos die Perspektive eines Auswanderungslandes, die Möglichkeit, dem Druck der Kirche auszuweichen, eröffnen wollte.
Zu dieser – eher zufälligen – zeitlichen Nähe zu einem Ultimatum komme als Indiz hinzu, dass der Entdecker offenbar tiefgehende Kenntnisse der jüdischen Gedankenwelt besaß. Worin diese genau bestehen sollen, ist unklar. Des Weiteren setzte sich besonders der Converso Luis de Santángel am Hof für Kolumbus’ Pläne ein. Mit hohem persönlichen Einsatz und Risiko gelang es ihm, Königin Isabella umzustimmen, die Kolumbus’ Forderungen bereits abgelehnt hatte; schließlich war er es, der Kolumbus anbot, einen Großteil der Expedition zu finanzieren.
Auch der Nachname Colombo, der in Norditalien häufig von jüdischen Familien getragen wird – allerdings nicht ausschließlich, Colombo ist der siebthäufigste Familienname in Italien mit einem Anteil von etwa 0,16 % an der Gesamtbevölkerung – und die jüdischen Vornamen seiner Mutter Susanna und ihres Vaters Jacobo könnten ein Hinweis sein. Dafür spricht außerdem, dass er eine Jüdin heiratete und seine zweite Lebensgefährtin, die keine Jüdin war, nicht heiratete. Sein wahrscheinlicher Geburtsort Genua spricht allerdings gegen diese These, da Juden dort der Zutritt verwehrt blieb. Wiesenthal erwähnt die Unterstützer von Kolumbus, die aus dem Judentum konvertierten, die sogenannten Cristianos Nuevos.

### DNA-Analysen

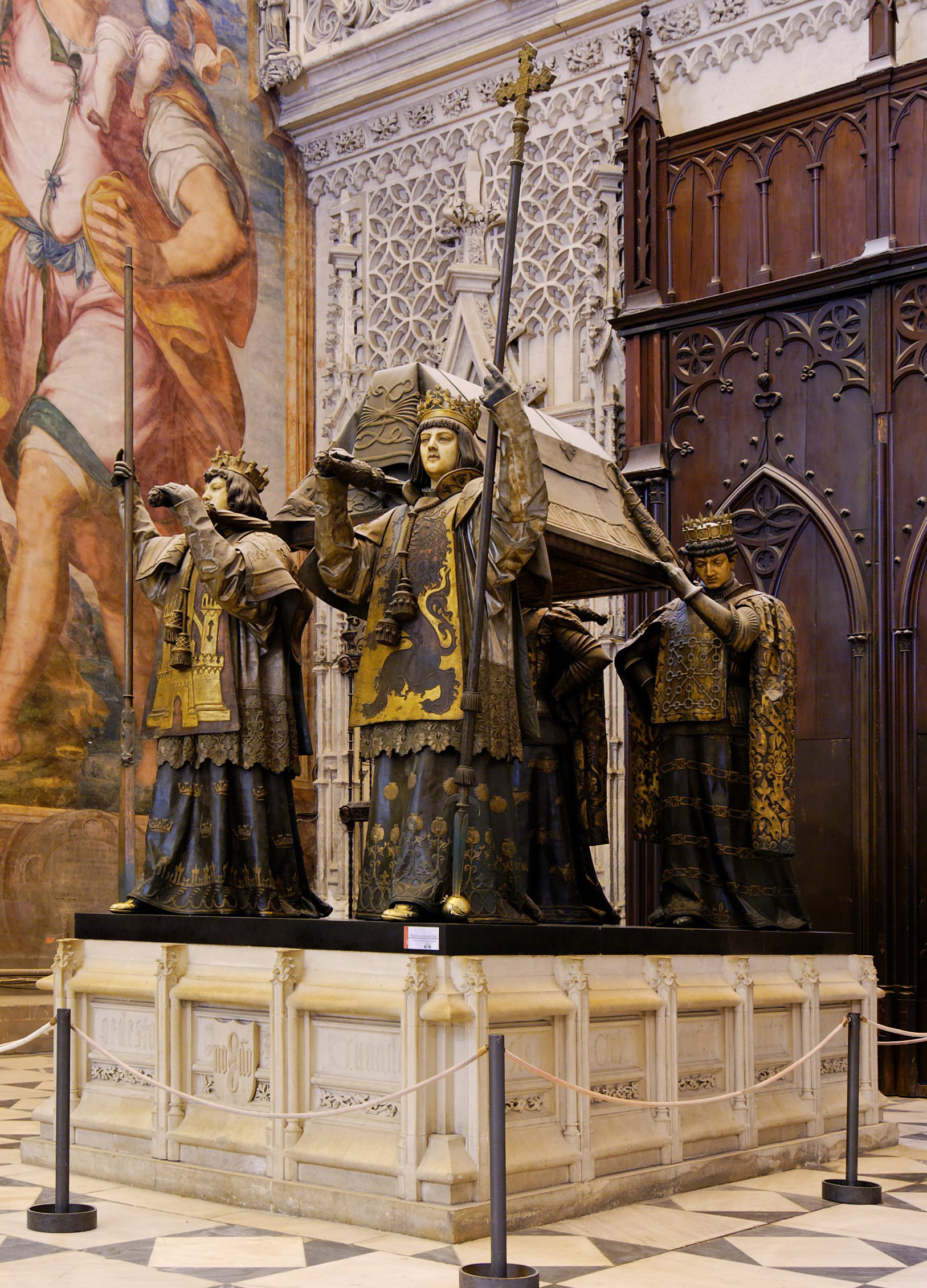
Das Grab in der Kathedrale von Sevilla

Zwei Fragestellungen wurden im 21. Jahrhundert anhand von DNA-Analysen untersucht: einerseits der Streit um das echte Kolumbusgrab, um das sich die Städte Sevilla und Santo Domingo streiten, andererseits die Frage nach dem Geburtsort von Christoph Kolumbus.
Für die erste Frage war der Vergleich der DNA der umstrittenen Gebeine mit der DNA von sicher identifizierten Überresten von Verwandten des Christoph Kolumbus erforderlich. Christoph Kolumbus hatte zwei Brüder (Bartholomeo und Diego) und zwei Söhne (einen ehelichen, Diego Kolumbus, und einen unehelichen Sohn, Fernando Kolumbus). Zunächst wurden die Gebeine von Christoph, seinem Bruder Diego und seinem Sohn Fernando vom spanischen Genetiker José Antonio Lorente untersucht.
Die katholische Kirche stimmte erst nach jahrelangem Zögern der Exhumierung der Gebeine aus der gotischen Kathedrale Santa María de la Sede in Sevilla zu. Eine oberflächliche Analyse ergab zunächst, dass diese nicht von Christoph Kolumbus sind. Der DNA-Vergleich bestätigte aber im Mai 2006, dass die Gebeine in Sevilla von Christoph Kolumbus sind. Da in Sevilla nur wenige Skelettreste vorhanden sind (150 g), lässt José Antonio Lorente jedoch die Möglichkeit offen, dass sich der größere Teil des Skelettes noch andernorts befindet, möglicherweise in Santo Domingo.
Die DNA der Gebeine in Santo Domingo wurde bisher nicht untersucht. Mehrfach, zuletzt für den 15. Februar 2005, erhielten die Forscher die Genehmigung, den Sarg zu öffnen und die Gebeine zu untersuchen, um endgültige Gewissheit über die Echtheit herzustellen. Jedes Mal wurden diese Genehmigungen kurz vorher wieder zurückgezogen.
Die zweite per DNA-Analyse zu klärende Frage ist die des Geburtsortes. Unter Leitung der Molekularanthropologin Olga Rickards an der Universität Tor Vergata in Rom wurde 2006 die DNA von Christophs Sohn Fernando, die in den Untersuchungen von José Antonio Lorente gesichert worden war, mit der DNA verschiedener lebender Personen verglichen, die die Namen Colombo, Colon, Colom und Coulomb tragen. Die Untersuchung umfasst Personen aus den Umgebungen von Genua, aus Kastilien, Katalonien und bis hin zu den Balearen.
Im Jahr 2021 wurden die Skelettreste, die Kolumbus, seinem Sohn Hernando und seinem Bruder Diego zugeschrieben werden, an der Universität Granada erneut von José Antonio Lorente untersucht und anschließend an verschiedene genetische Identifikationslabore in Europa und Amerika weitergeleitet.
Im Anschluss an das genetische Forschungsprojekt wurde ein fast zweistündiger Dokumentarfilm produziert und im Herbst 2024 im spanischen Fernsehen ausgestrahlt. Darin werden unter anderem die verschiedenen wissenschaftlichen Untersuchungen und Exhumierungen, die an den Überresten von Kolumbus und seiner Familie durchgeführt wurden, nachgezeichnet. Der Forensiker José Antonio Lorente und der Historiker Marcial Castro Sánchez verbinden mit ihrer Dokumentation den Anspruch, Kolumbus’ jüdische Herkunft bewiesen zu haben; andere an dem Forschungsprojekt beteiligte Wissenschaftler sehen sogar Nachweise für die Herkunft aus einer Familie jüdischer Seidenweber aus Valencia. Die Veröffentlichung der Forschungsergebnisse in wissenschaftlichen Fachpublikationen wird für das Frühjahr 2025 erwartet.

## Rezeption
In den USA wurde Kolumbus’ Ankunft in Amerika zum Jubiläum 1892 aufwändig gefeiert; lange Zeit galt er dort als erster echter Amerikaner, der mit Mut und Tatendrang die Grundlagen für die Kolonisation und damit für die moderne amerikanische Zivilisation gelegt habe.
Wie die Spanier in den Jahrzehnten nach Kolumbus mit der indigenen Bevölkerung umgingen, ist in den Aufzeichnungen des Dominikaners Bartolomé de Las Casas beschrieben, der von 1512 bis 1547 in Lateinamerika lebte. Las Casas berichtet in seiner Streitschrift Kurzbericht über die Verwüstung Westindiens (1542) von Massenmorden, Verbrennungen, Vergewaltigungen und Zerstückelungen, wobei auch Kinder, Schwangere oder Alte nicht verschont worden seien. Ob Kolumbus auch selbst für derartige Taten direkt verantwortlich war, ist unklar.

### Moderne Debatte um die Bewertung von Kolumbus’ Wirken
Die Bewertung der Leistungen von Christoph Kolumbus ist Gegenstand kontroverser Debatten. Dem Entdeckerdrang und dem Mut, in unbekannte Gewässer vorzustoßen, steht gegenüber, dass die Spanier auf seinen Befehl die indigene Bevölkerung versklavten und Gräueltaten verübten.
Zusammen mit anderen Ursachen, vor allem eingeschleppte Krankheiten, löste die von Kolumbus begonnene Kolonisation der Karibischen Inseln eine demografische Katastrophe aus. Die Bevölkerungszahl Hispaniolas sank von geschätzten 400.000 bis 1 Million zur Zeit der ersten Entdeckungsfahrt auf ca. 100.000 im Jahr 1504. Bis 1514 sank ihre Zahl auf 22.000, und 1542 waren es laut Las Casas „kaum noch 200“, die am Leben waren. Die Zahl der Einwohner des karibischen Raumes betrug vor dem Eintreffen von Kolumbus bis zu 15 Millionen.
Kolumbus’ Aufzeichnungen wecken erhebliche Zweifel an einer allein durch Entdeckerdrang bestimmten Motivation. Aus seinen Logbüchern und Briefen geht hervor, dass er vorrangig auf der Suche nach Edelmetall-Vorkommen war und im Zuge der Reise sein Blick auf Menschen und Natur immer stärker durch den Aspekt der potenziellen Verwertbarkeit geprägt wurde, je weniger Hinweise sich auf zu findendes Gold ergaben. Zur Finanzierung der enormen Reisekosten war es notwendig, die angestrebten Ziele für die Geldgeber so interessant erscheinen zu lassen, dass ihnen auch ein materieller Gewinn in Aussicht stand.
Nach heutiger Auffassung standen Kolumbus’ Motive in engem Zusammenhang mit den Interessen der nachfolgenden iberisch-katholischen Konquistadoren: Es ging um Macht und Gold, begleitet vom Gedanken der Missionierung der Ureinwohner. Kolumbus hat sich im Wesentlichen loyal und auftragsbezogen verhalten. Trotzdem oder gerade deshalb wurde und wird Kolumbus als Held oder zumindest als bedeutende Persönlichkeit angesehen.
In den letzten Jahren hat eine Diskussion darüber eingesetzt, ob Kolumbus als Wegbereiter eines Genozids an den Indios betrachtet werden müsse. Diese vor allem von indigenen Politikern vertretene Position teilt auch der britische Autor Roger Crowley, sie wird jedoch von den spanischen Historikern Borja de Riquer, Carlos Martínez Shaw und Pablo Emilio Pérez-Mallaína, die Kolumbus durchaus als skrupellosen Sklavenjäger ansehen, sowie dem US-Historiker Steve Hackel für nicht zutreffend oder überzogen gehalten, denn es habe ihm die Absicht gefehlt, eine ganze Rasse oder Ethnie ausrotten zu wollen.
Einige Beispiele für das andauernde Interesse an der Person des Kolumbus:

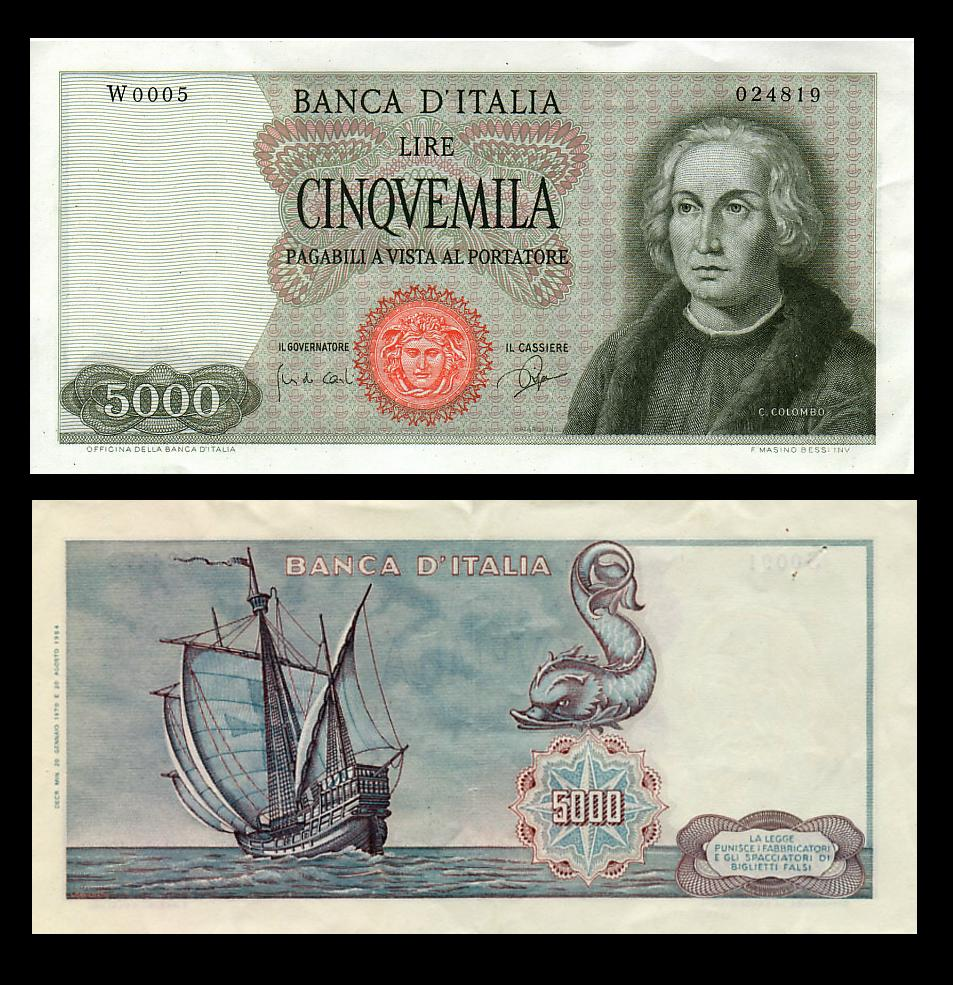
Christoph Kolumbus auf der italienischen 5000-Lire-Banknote, die zwischen 1964 und 1970 ausgegeben wurde

- Das Land Kolumbien (Colombia) wurde nach seiner Entdeckung 1499 nach ihm benannt, obwohl er selbst nie dort war.
- Die Figur der Columbia, die Stadt Columbus im US-Bundesstaat Ohio, der District of Columbia und der Columbia River wurden nach ihm benannt.
- Der Mondkrater Colombo wurde 1935 nach ihm benannt.
- Christoph Kolumbus wurde auf zwei italienischen 5000-Lire-Banknoten abgebildet, die von der Banca d’Italia zwischen 1964 und 1970 sowie 1971 und 1977 ausgegeben wurden.
- In den USA sowie zahlreichen lateinamerikanischen Ländern wird am 12. Oktober der Columbus Day als nationaler Feiertag begangen. Aufgrund der Kritik an seiner Person und an den Folgen der europäischen Kolonisierung wurde der Feiertag in vielen Ländern umgewidmet oder abgeschafft. In Spanien ist er als Dia de la Hispanidad Nationalfeiertag.
- 2006 widmete San Marino ihm zum 500. Todestag eine 2-Euro-Gedenkmünze.
- In Valladolid in Spanien wurde am 20. Mai 2006 das Christoph-Columbus-Museum eröffnet.
- Das 2009 fertiggestellte Containerschiff Christophe Colomb trägt seinen Namen.
- Die Pflanzengattungen Colona Cav. und Columbia Pers. aus der Familie der Malvengewächse (Malvaceae) sind nach ihm benannt.[54]

### Kolumbus in der Kunst

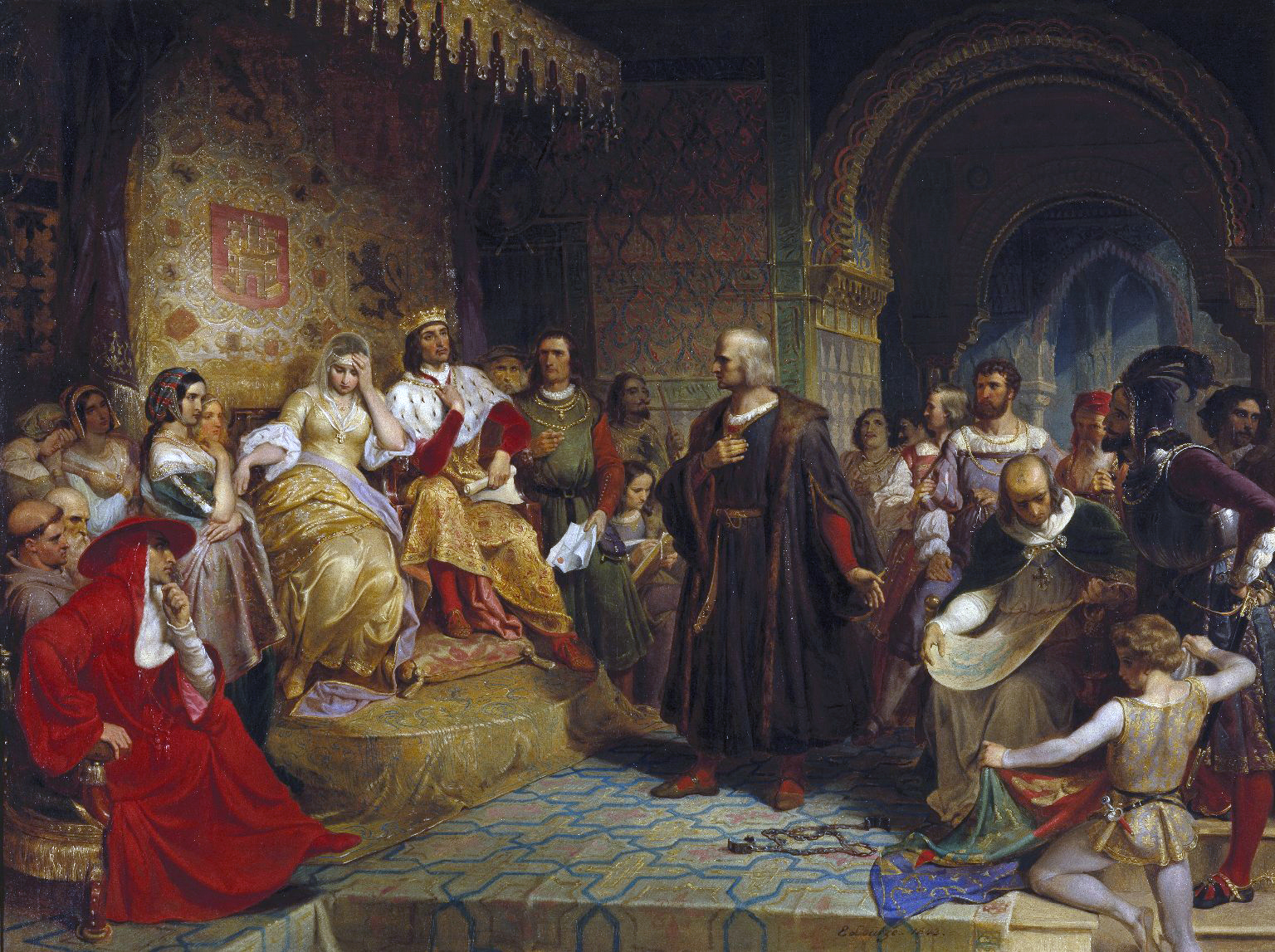
Emanuel Leutze: Columbus Before the Queen, 1843, Brooklyn Museum

Das Thema Christoph Kolumbus ist Gegenstand vieler Gemälde, Romane und musikalischer Werke, darunter:
- Alessandro Scarlatti (1660–1725): Il Colombo ovvera L’India scoperta, Oper (1690)
- Wilhelm Friedrich Ernst Bach (1759–1845): Columbus oder Die Entdeckung Amerikas, Kantate
- Francesco Morlacchi (1784–1841): Colombo, Oper (1828)
- Gaetano Donizetti (1797–1848): Cristoforo Colombo, Oper
- Theodor Apel (1811–1867): Columbus, Schauspiel (Richard Wagner komponierte eine Ouvertüre dazu, WWV 37a).
- Emanuel Leutze (1816–1868): Gemäldezyklus über Kolumbus, darunter als drittes Werk Columbus Before the Queen (1843)
- Karl Kösting (1842–1907): Columbus, Drama (1863)
- Johann Joseph Abert (1832–1915): Columbus op. 31, Programmsinfonie (1864)
- Vincenzo Fabrici: Il Colombo, o La Scoperta delle Indie, Oper (1871)
- Zum Kolumbusjubiläum wird in Genua ein Opern-Wettbewerb veranstaltet (1892)
- Alberto Franchetti (1860–1942): Cristofero Colombo, Oper (1892)
- Heinrich von Herzogenberg (1843–1900): Columbus, dramatische Kantate
- Darius Milhaud (1892–1974): Christophe Colomb, Oper in zwei Teilen (1930) nach Le livre de Christophe Colomb von Paul Claudel (1927)
- Walter Hasenclever, Kurt Tucholsky: Christoph Kolumbus oder Die Entdeckung Amerikas. Komödie in einem Vorspiel und sechs Bildern (1932). Ms. Neuer Bühnenverl, Zürich 1935, Das Arsenal, Berlin 1985, ISBN 3-921810-72-8.
- Werner Egk (1901–1983): Columbus, Rundfunk-Oper (1933)
- Unbekannter Autor: Ein Mann, der sich Kolumbus nannt, Kinderlied (1936)
- Sir William Walton (1902–1983): Christopher Columbus Suite (1942)
- Manuel de Falla (1876–1946): La Atlantida, Oper (1962)
- Zur 200-Jahr-Feier der USA wird die Operette Christopher Columbus aus Kompositionen von Jacques Offenbach (1819–1880) zusammengestellt. (1976)
- Alejo Carpentier: Die Harfe und der Schatten, Roman (1979)
- Dario Fo: Johan vom Po entdeckt Amerika, Theaterstück (1991)
- Philip Glass: The Voyage, Oper (1992)

### Filme
Darüber hinaus ist Kolumbus ein beliebtes Motiv in der Populärkultur, insbesondere im Film:
- 1922: Christoph Columbus (Márton Garas; Deutschland)
- 1923: Columbus (Edwin L. Hollywood; USA)
- 1924: Columbus and Isabella (Bryan Foy, amerikanischer Kurzfilm)
- 1949: Columbus (David MacDonald; Großbritannien)
- 1969: Christoph Kolumbus oder Die Entdeckung Amerikas, Fernsehproduktion nach dem gleichnamigen Bühnenwerk von Kurt Tucholsky
- 1985: Christopher Columbus (Alberto Lattuada; italienisch-deutsch-US-amerikanischer TV-Mehrteiler)
- 1991: Bye Bye Columbus (Peter Barnes; britischer TV-Film)
- 1992: 1492 – Die Eroberung des Paradieses (Ridley Scott; Großbritannien, USA, Frankreich, Spanien)
- 1992: Christopher Columbus – Der Entdecker (John Glen; Spanien, USA, Großbritannien)
- 1992: Carry On Columbus (Gerald Thomas; Großbritannien)
- 1992: True Adventures of Christopher Columbus (britische TV-Serie)
- 2006: Die Schlussszene des Spielfilms Apocalypto endet mit der Ankunft der Spanier im Gebiet der Maya (Kolumbus’ vierte Reise)
- 2007: Christoph Kolumbus – Das Rätsel (Manoel de Oliveira; französisch-portugiesischer Film)
- 2010: Und dann der Regen (Icíar Bollaín; Spanien, Mexiko, Frankreich)

### Denkmäler
In jüngster Vergangenheit wurden verschiedene Kolumbus-Denkmäler abgebaut, weil Kolumbus sich aus heutiger, vor allem aus indigener Sicht, der Ausbeutung und Sklaverei schuldig gemacht sowie den Genozid an den Ureinwohnern Amerikas ermöglicht habe. So erreichte im November 2018 eine Indigenen-Bewegung die Entfernung der vor 45 Jahren von Italoamerikanern errichteten Kolumbus-Statue im Grand Park von Los Angeles.
Im Zuge der Protestwelle gegen den gewaltsamen Tod von George Floyd wurde am 10. Juni 2020 eine Statue in Virginia, USA, in einen Fluss gestürzt. In Boston wurde eine Statue geköpft und eine weitere in Richmond (Virginia) gestürzt.

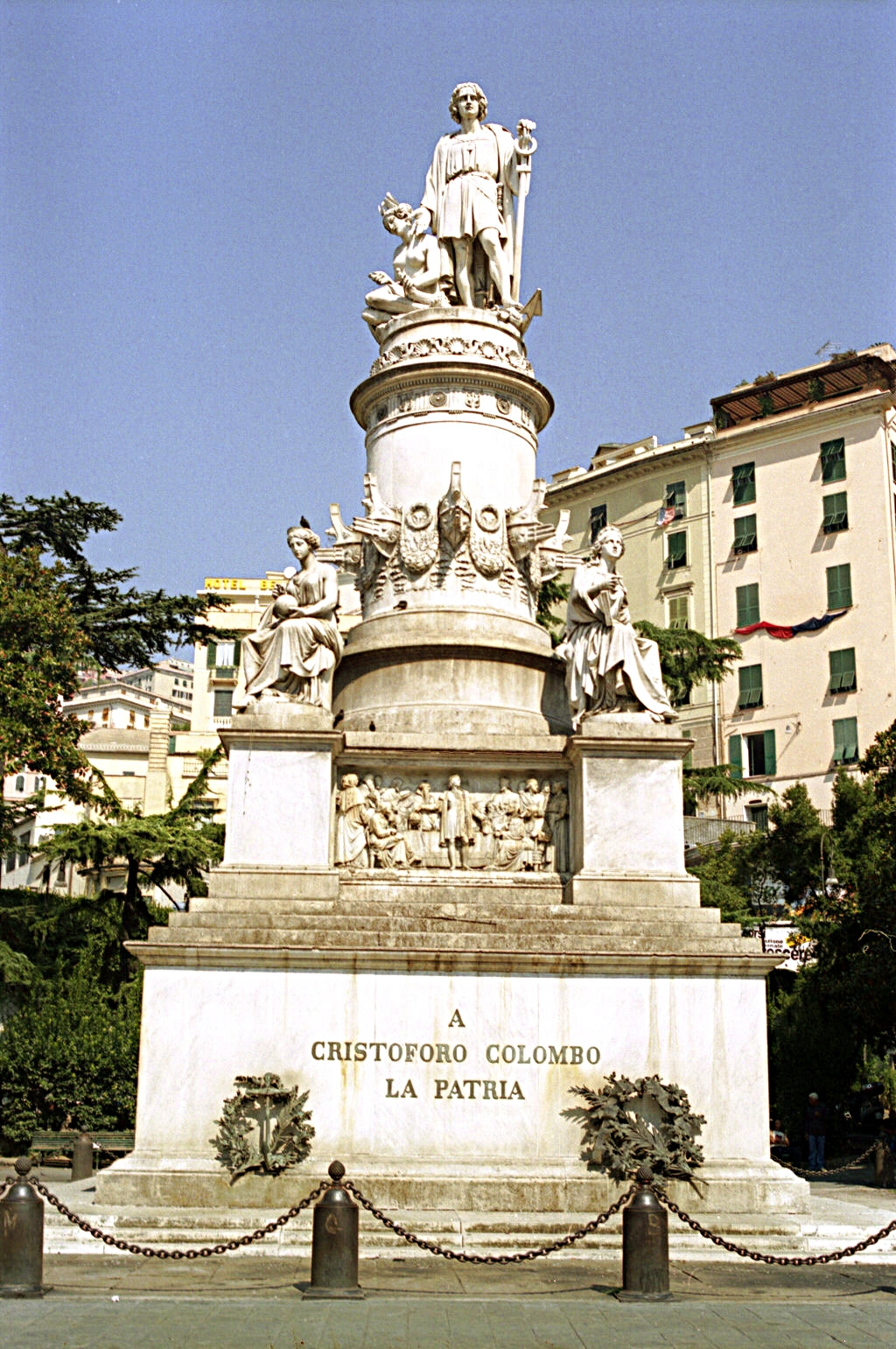
Kolumbus-Denkmal Genua
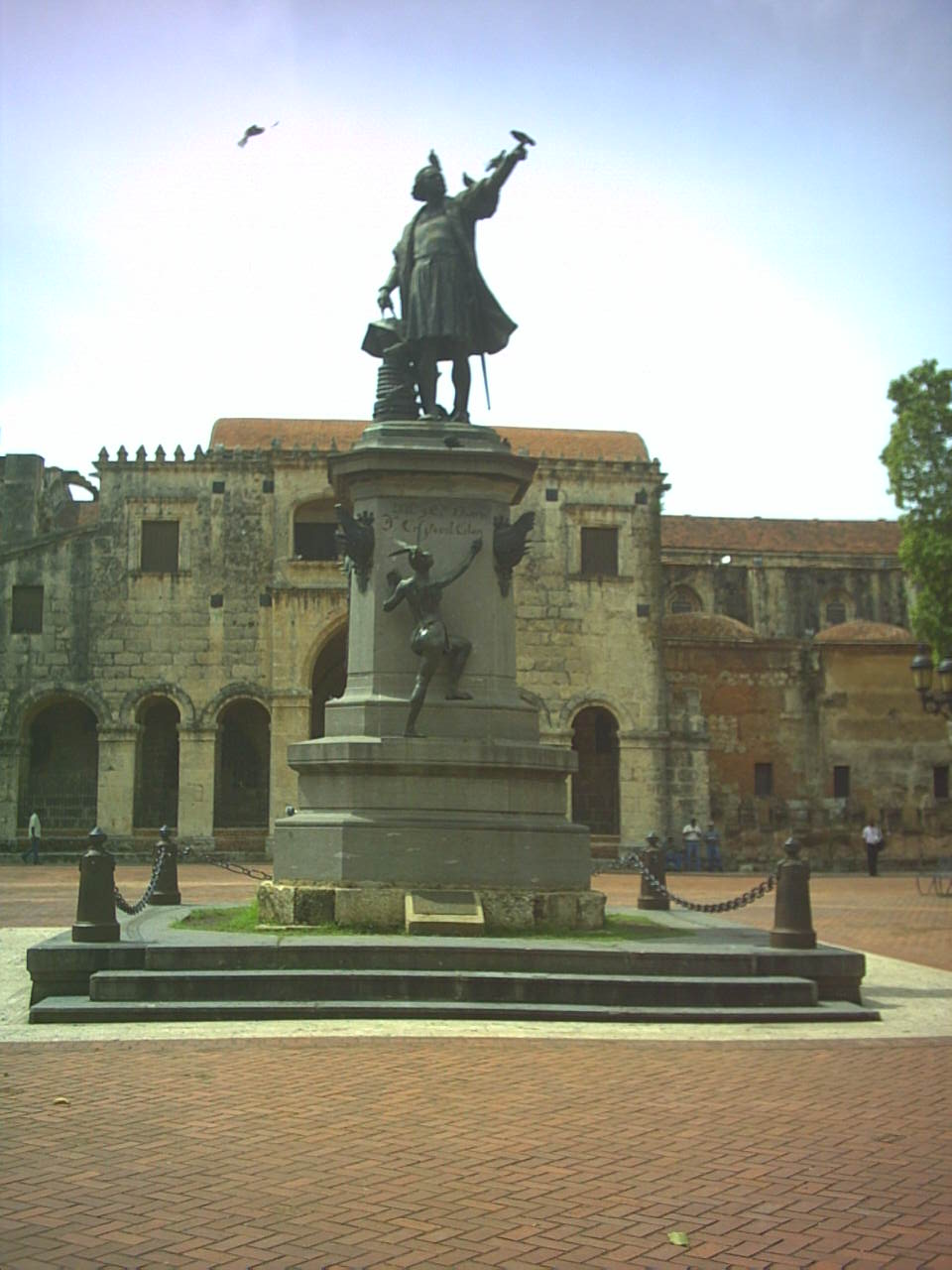
Kolumbus-Denkmal Santo Domingo
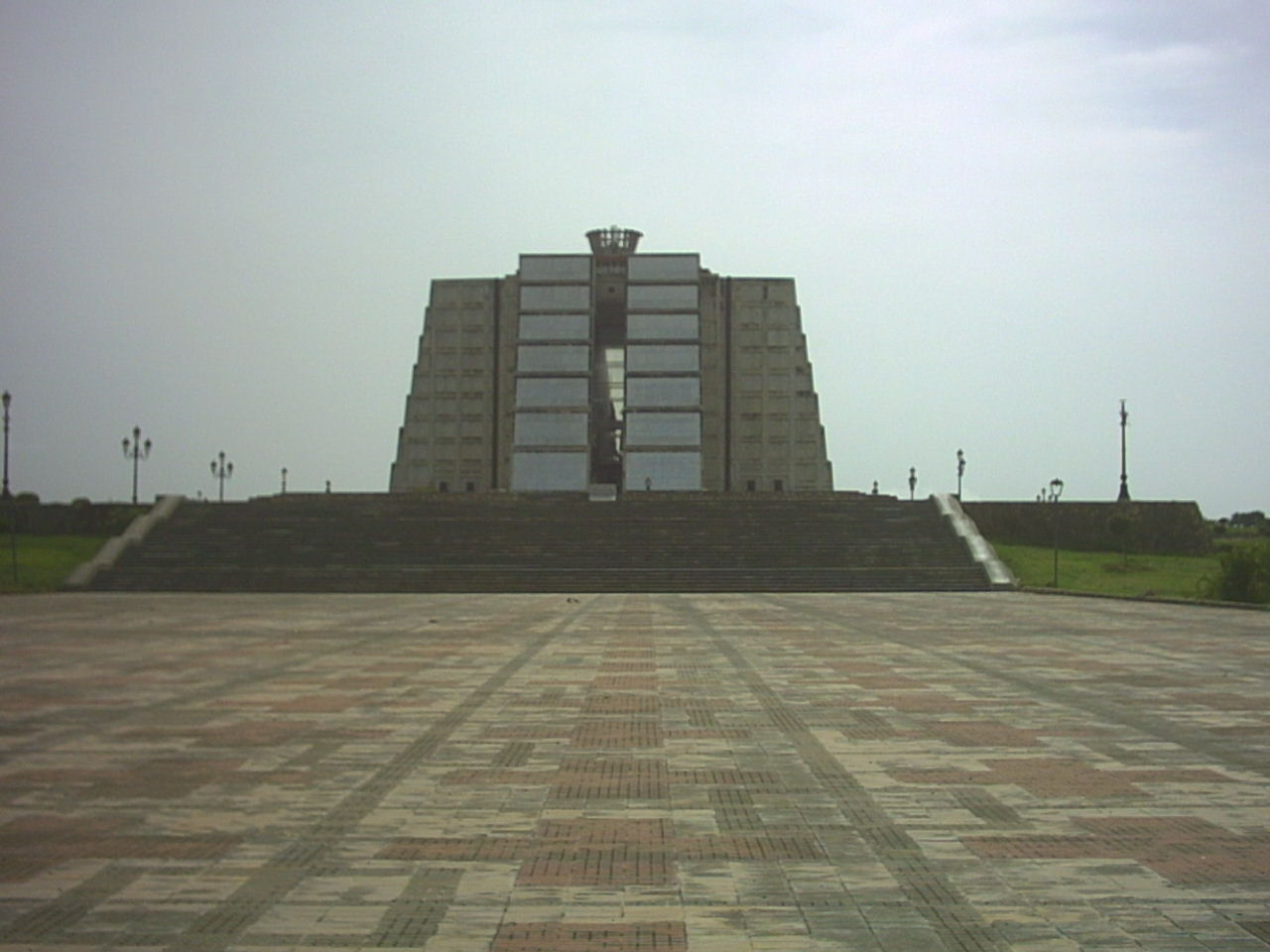
„Leuchtturm des Kolumbus“, Santo Domingo
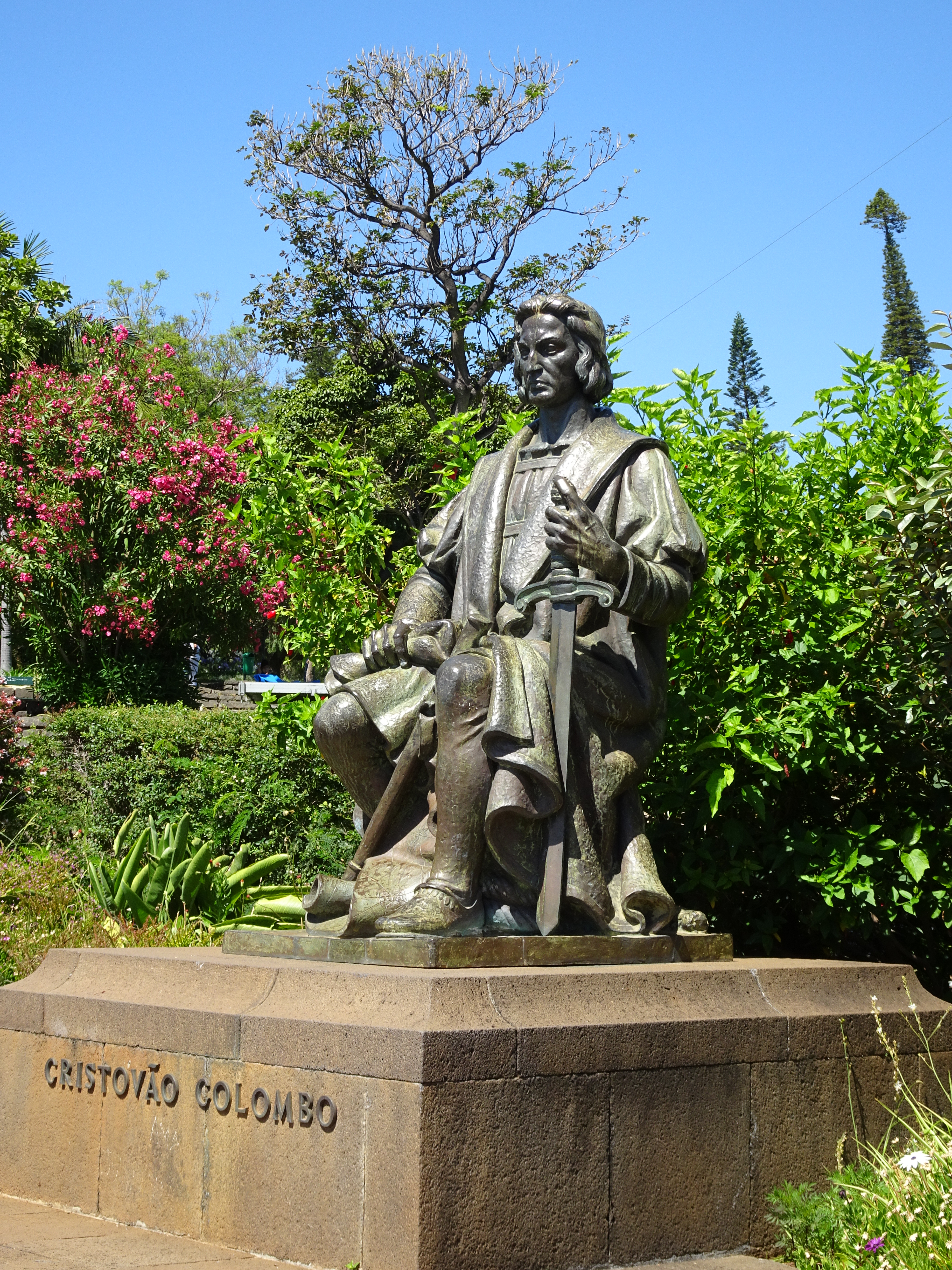
Kolumbus-Denkmal Madeira (Funchal)
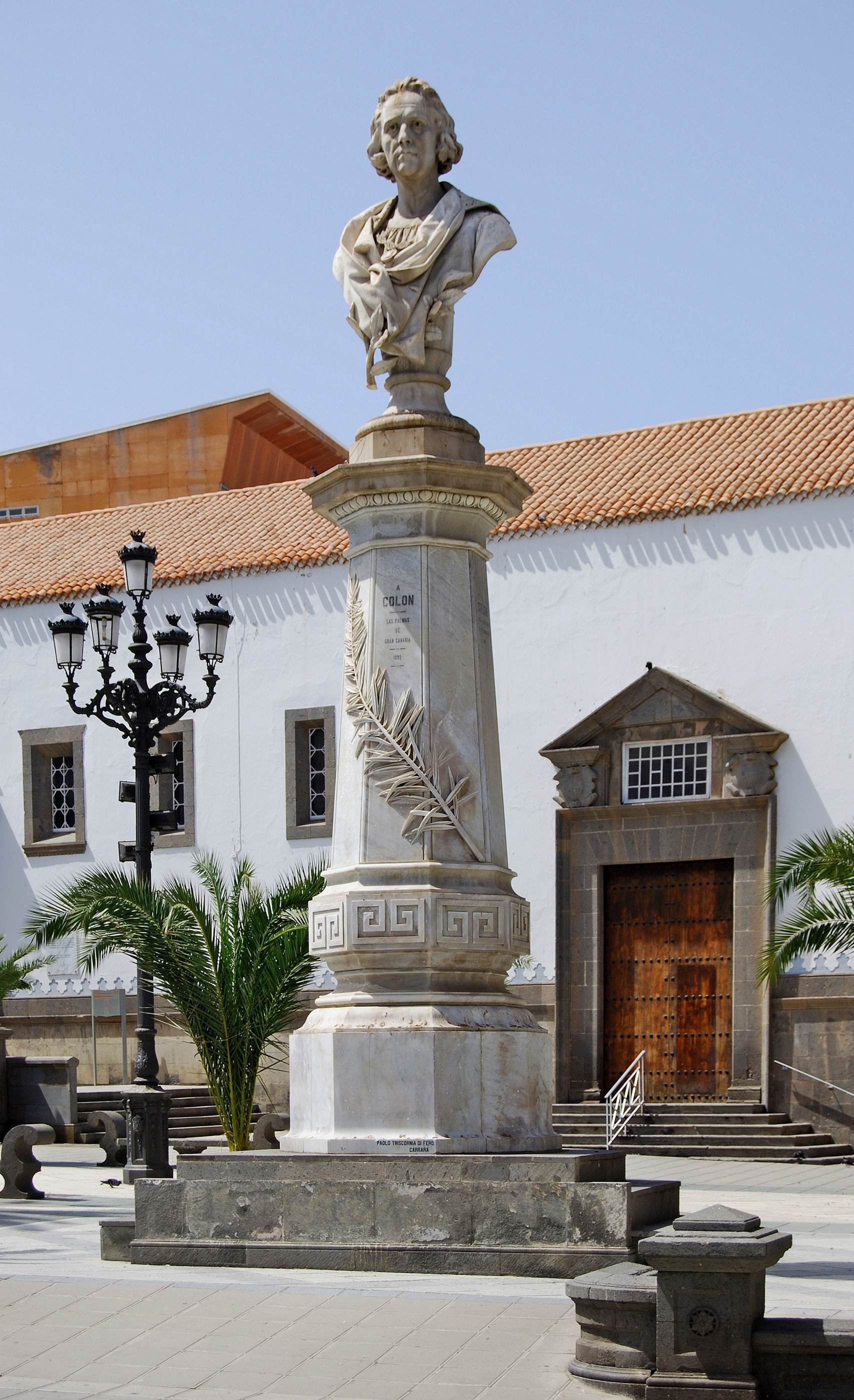
Kolumbus-Denkmal Las Palmas de Gran Canaria
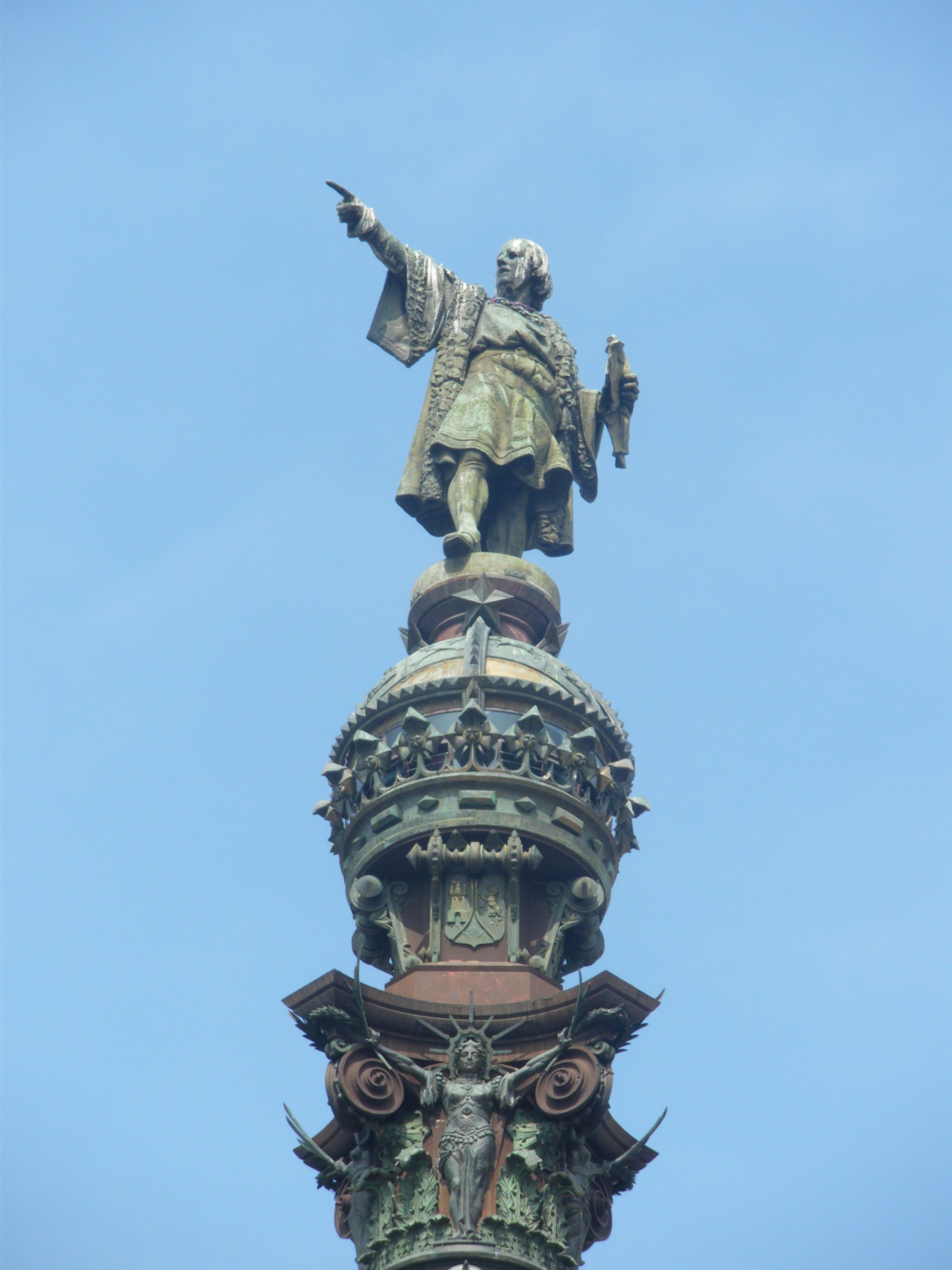
Begehbare, 60 m hohe Kolumbussäule, Barcelona
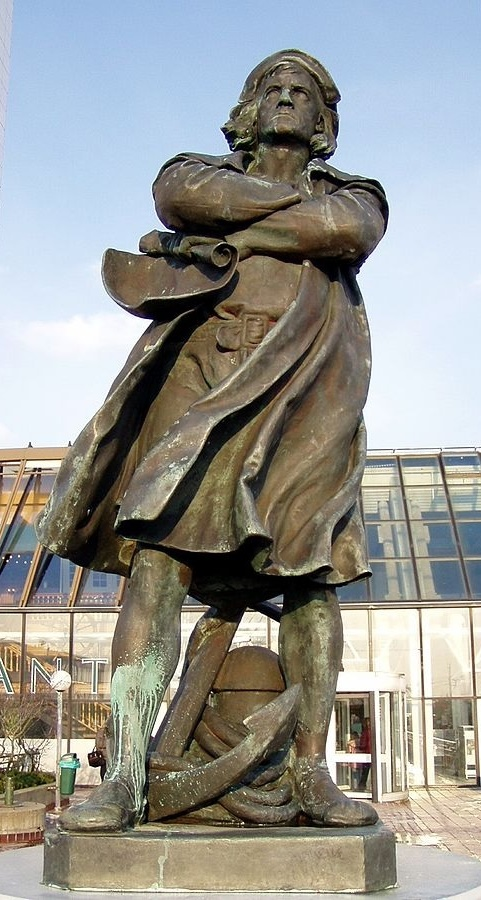
Kolumbus-Statue Bremerhaven
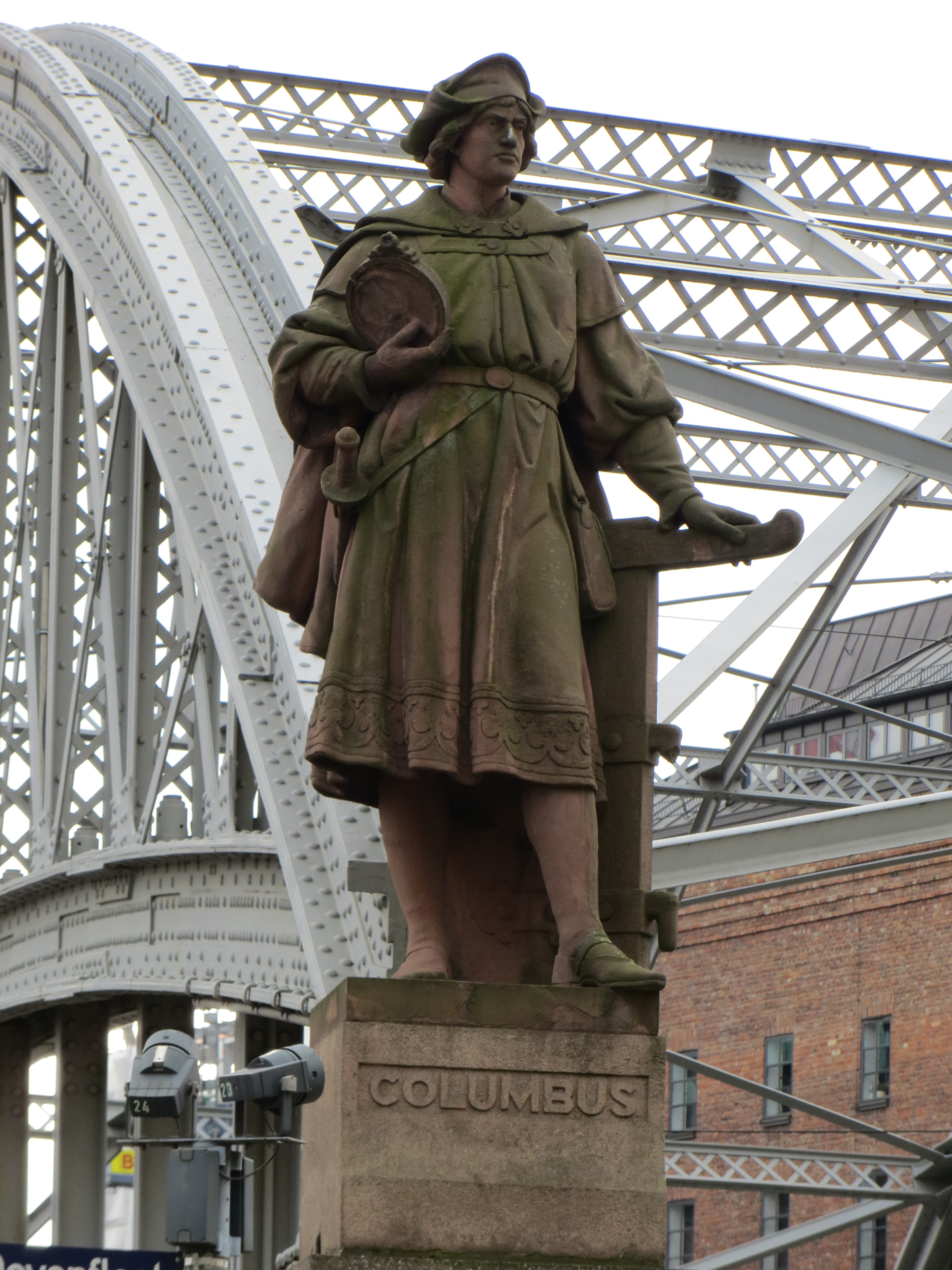
Kolumbus-Standbild Hamburger Kornhausbrücke
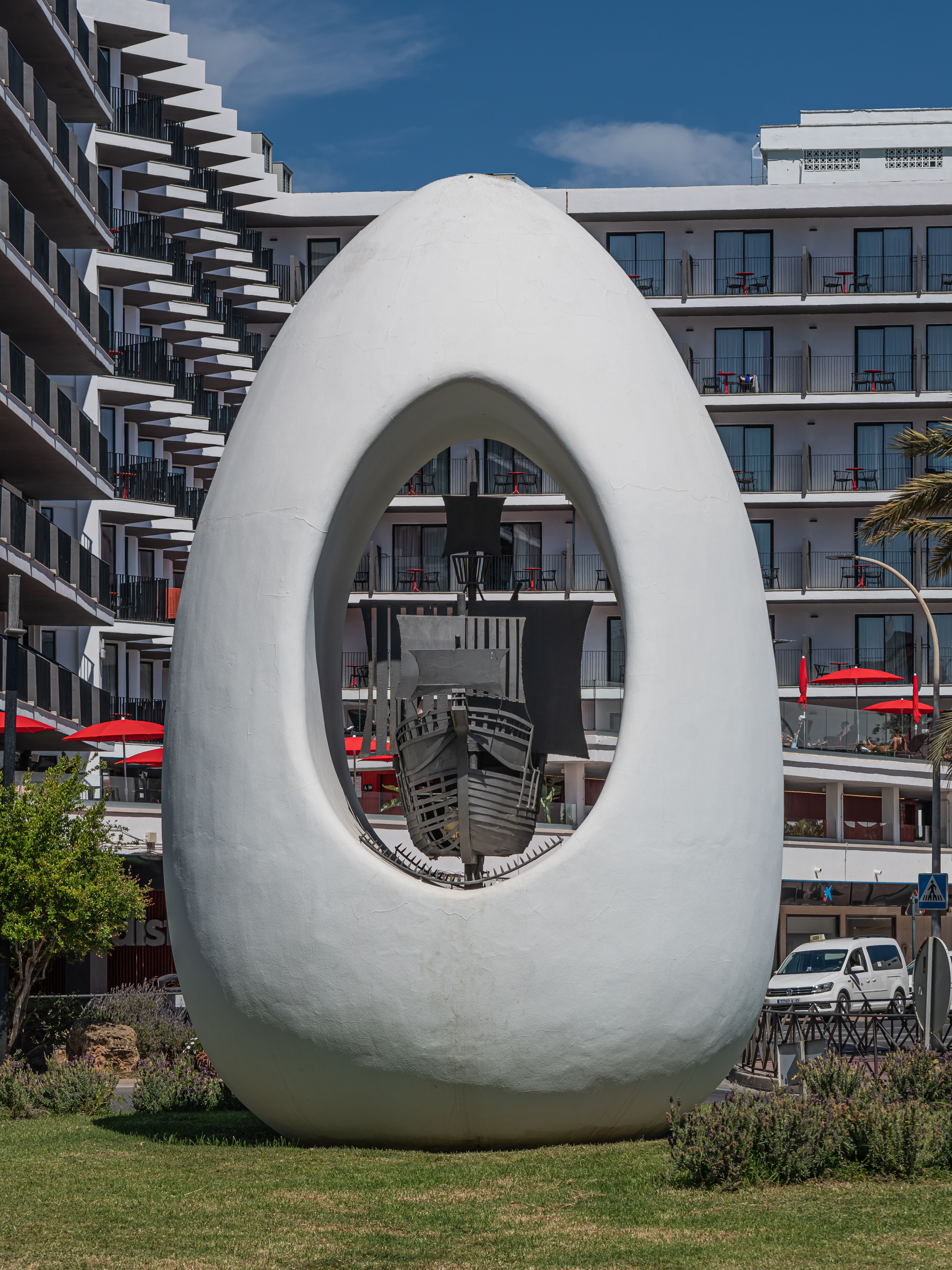
Ei des Kolumbus Sant Antoni, Ibiza
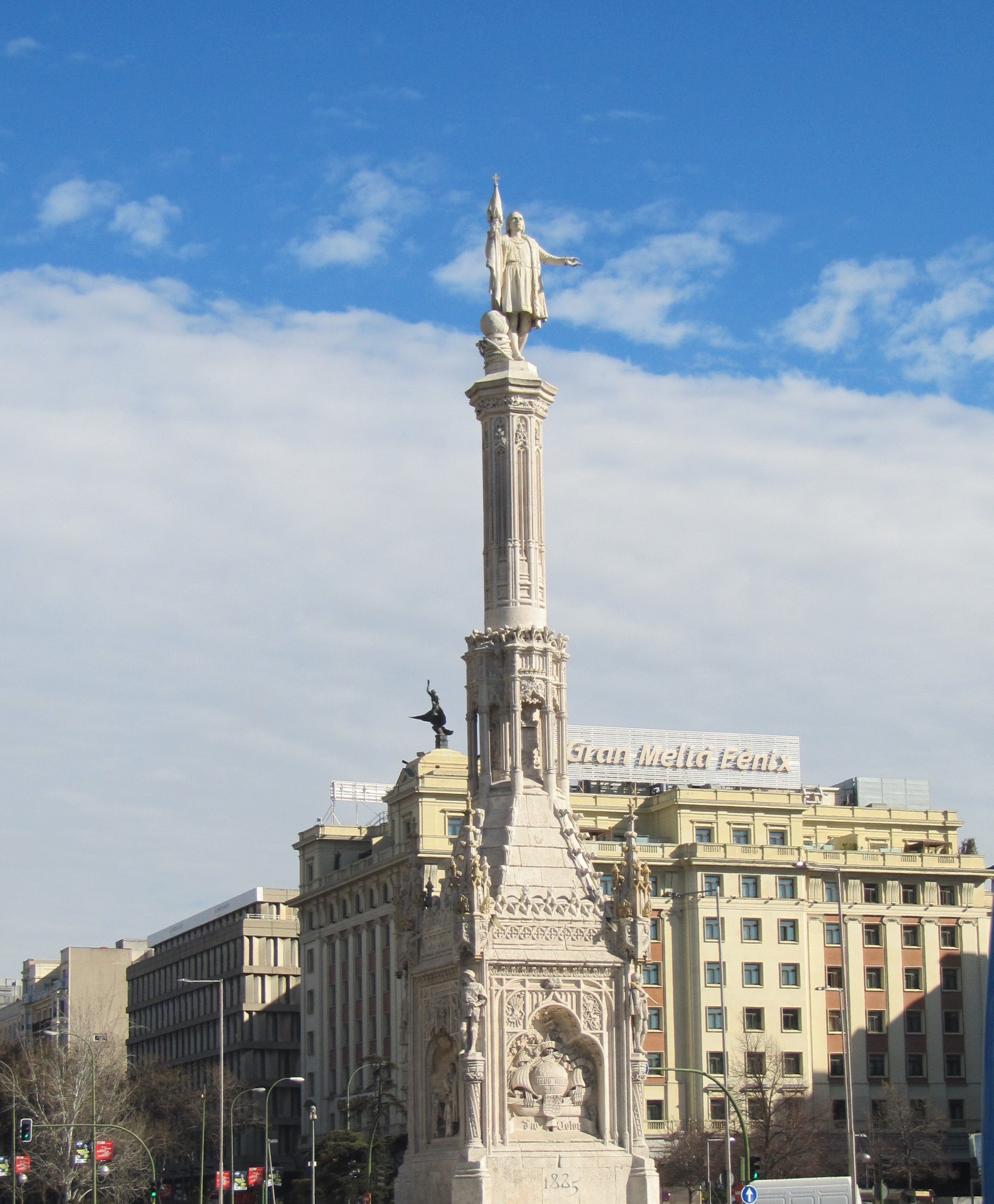
Kolumbus-Monument (Madrid)
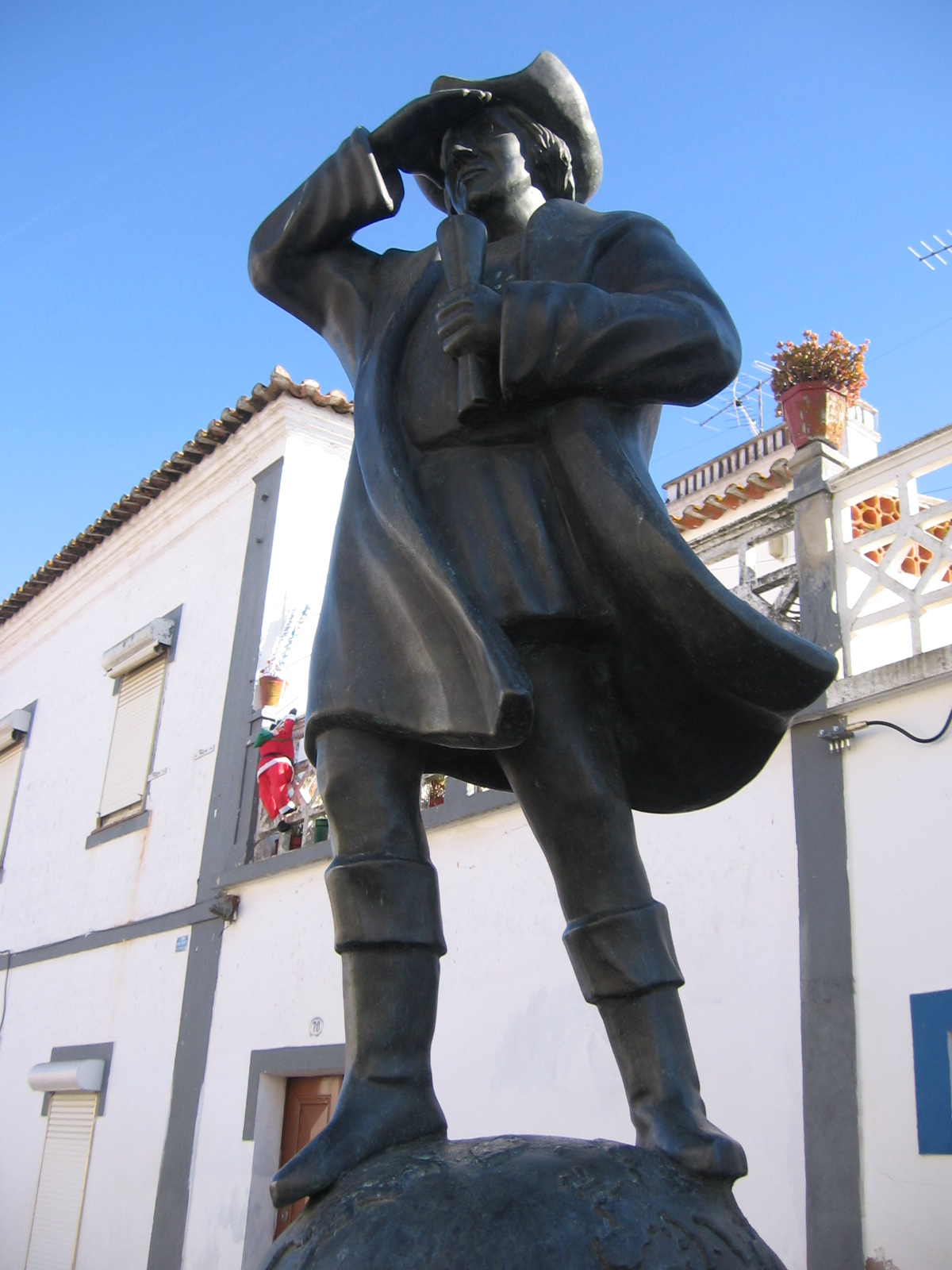
Kolumbus-Denkmal in Cuba (Portugal)
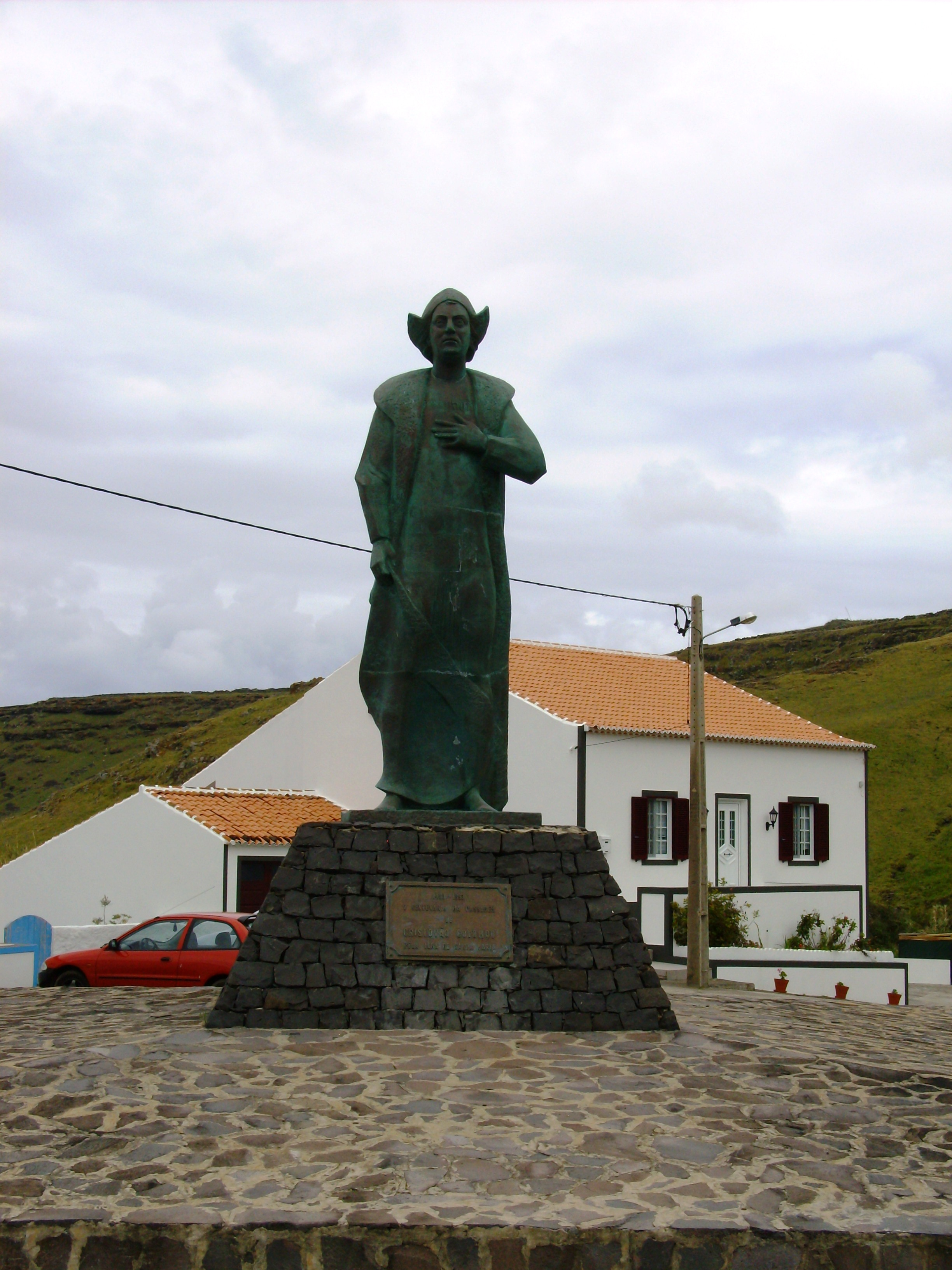
Kolumbus-Statue auf den Azoren, in Anjos, Kreis Vila do Porto

## Unbekanntes
Von Kolumbus existiert kein authentisches Porträt, alle bekannten „Porträts“ wurden postum erstellt. Über sein Aussehen ist lediglich bekannt, dass er für seine Zeit überdurchschnittlich groß und rothaarig war sowie schon früh vollständig ergraute.
Von den drei Schiffen der ersten Reise gibt es weder Abbildungen noch sind ihre Maße bekannt. Folglich gibt es auch keine vorbildtreuen Nachbauten. Niña und Pinta waren Karavellen, über Santa Maria ist nur bekannt, dass sie mehr Tiefgang hatte und schlechter segelte als die beiden Karavellen. Für die Atlantiküberquerung waren alle drei Schiffe mit Rahsegeln betakelt. Punkto Größe ist lediglich überliefert, dass der Laderaum der Niña „ungefähr 60 Tonnen“ fasste.
Bezüglich der Überfahrten über den Atlantik konnten von der ersten Reise die Routen der Hin- und der Rückfahrt, von der dritten Reise mit Einschränkungen diejenige der Hinfahrt rekonstruiert werden. Von den übrigen Überfahrten sind der Abfahrtsort und der Ort des Landfalls bekannt, bezüglich der Routen über den Atlantik bestehen lediglich Vermutungen.